# Årsta slott
Årsta slott är en slottsliknande herrgård och ett tidigare säteri samt gods i Österhaninge socken och Haninge kommun, Stockholms län. Årsta med rötter i medeltiden har varit huvudgård för Tyska Ordens svenska jordinnehav. Nuvarande byggnad uppfördes 1660–1667 för Claes Hansson Bielkenstierna och hans hustru Barbro Åkesdotter (Natt och Dag). Årsta ärvdes sedan via giften av släkterna Kurck, Soop och Fleming tills det inköptes 1805 av den finlandssvenske brukspatronen Karl Fredrik Bremer, far till författaren Fredrika Bremer. Slottet var Fredrika Bremers barndomshem. 
Sedan 1969 ägs slottet med sina två fristående flyglar av Haninge kommun. På marken norr om slottet har Haninge golfklubb sina banor. Huvudbyggnaden visas för allmänheten sommartid och under vinterhalvåret för bokade grupper.

## Allmänt

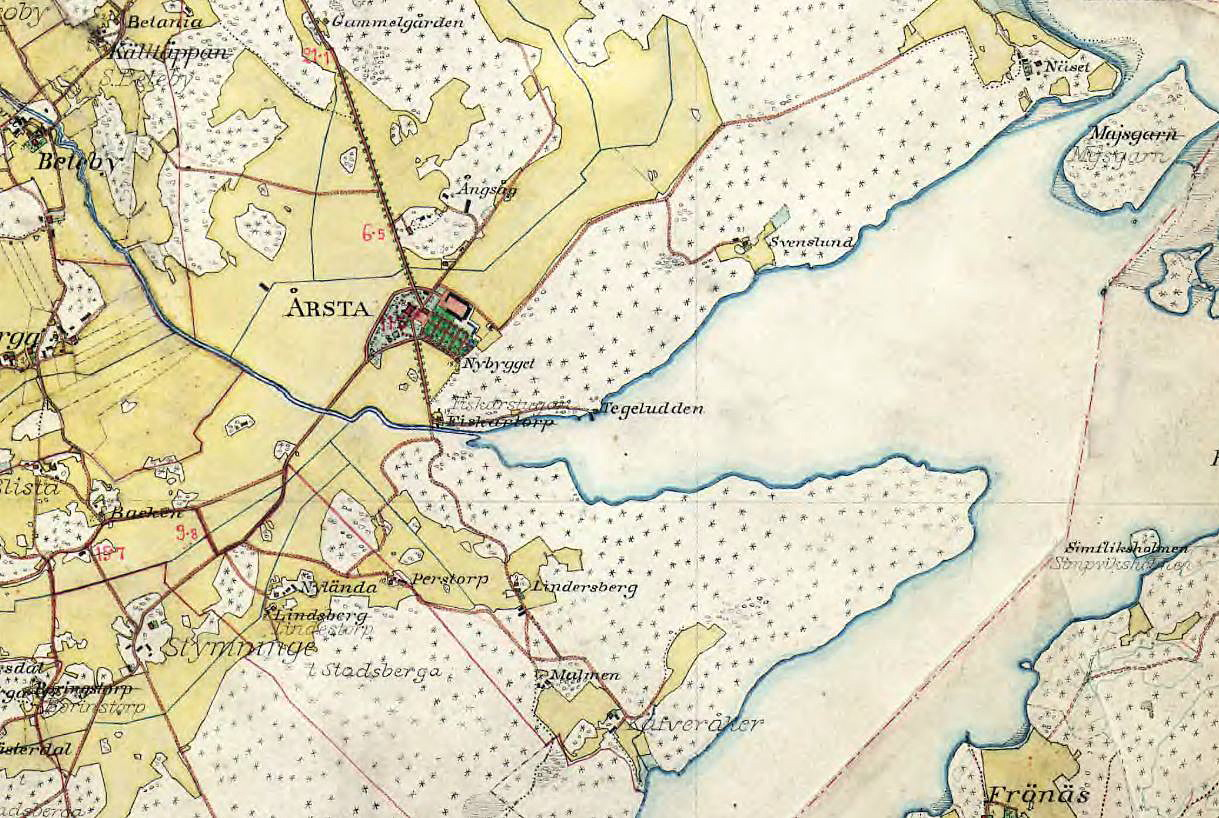
Årsta på Häradsekonomiska kartan kring sekelskiftet 1900.

Årsta är beläget innanför Blista fjärd, en östersjöfjärd mellan Gålö och fastlandet. Platsen har ett skyddat läge bakom en skogklädd ås som hindrar blicken över fjärden. Ursprungligen gick vattnet betydligt längre in mot fastlandet. Genom landhöjningen har fjärdens strandlinje dragit sig tillbaka. På en av Erik Dahlberghs Sueciabilder från 1680 kunde man fortfarande se en liten blänk av havet (markerat med B: Portus Maris Baltici). Över Årstagodset existerar inga historiska kartor på Lantmäteriet utom Häradsekonomiska kartan som visar trakten på sekelskiftet 1900.

## Byggherren
Dagens huvudbyggnad uppfördes 1660–1667 för Claes Hansson Bielkenstierna och hans hustru Barbro Åkesdotter (Natt och Dag). Man känner inte till namnen på byggmästare eller arkitekt, men enligt sägnen skall slottet ha uppförts på initiativ av Barbro Åkesdotter (Natt och Dag), utan makens vetskap. Den uppgiften kan dock avfärdas med tanke på den långa byggtiden. Vidare berättar sägnen, att ”Barbro Åkesdotter valde plats och uppförde slottet under en av mannens sjöfärder och att han blev så rasande, när han kom hem och fann att han icke kunde se havet från det nya slottet, att han gav sin hustru en örfil. Barbro Åkesdotter skulle ha hämnats genom att låta en tjänare lönnmörda mannen vid ett femstenarör nära Brink.” I Ilitteraturen figurerar emellanåt uppgiften att Erik Dahlbergh, som även ritat ett antal slott och gravkor, skulle kunna vara arkitekten. För detta antagande skulle det ovanligt ståtliga och något överdimensionerade trapphuset kunna tala, som avbildas i genomskärning i Dahlberghs Sueciaverk.
Barbro Åkesdotter (Natt och Dag), lät även uppföra ättens gravkor vid Österhaninge kyrka, Bielkenstiernska gravkoret, insatt i kyrkan år 1683. I fonden i Österhaninge kyrka utgör det Bielkenstiernska gravmonumentet ett dominerande inslag. Det är en pampig skulpturgrupp, som utfördes av den holländske mästaren, skulptören Nicolaes Millich.

## Huvudbyggnaden och omgivningen

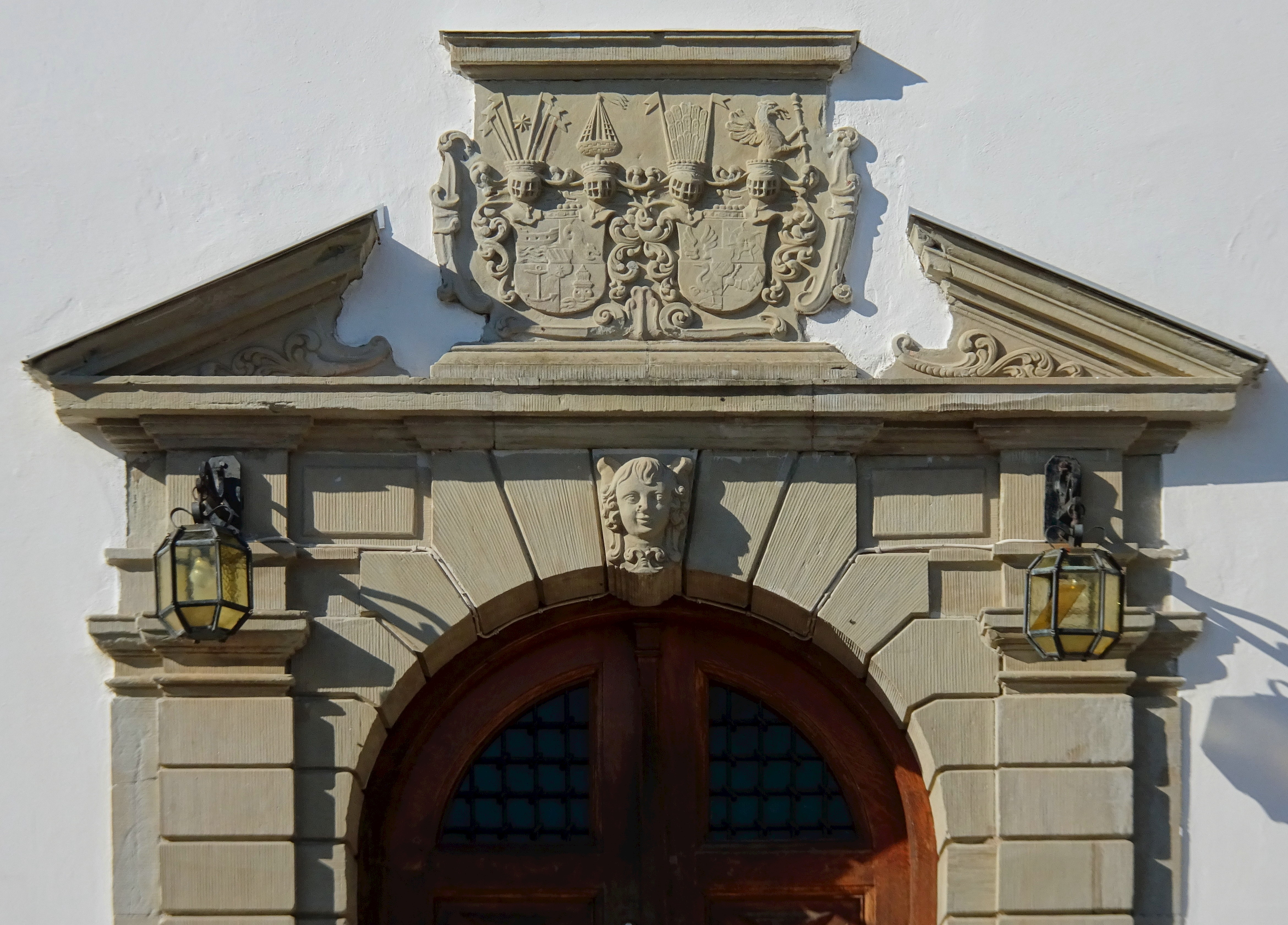
Portalen med alliansvapen för ätterna Bielkenstierna och Natt och Dag.

Anläggningen klarade sig undan rysshärjningarna 1719 tack vare sitt skyddade läge. Årsta är därför en intakt slottsexteriör från 1600-talets mitt. Huvudbyggnaden mäter cirka 36x16 meter och är uppförd av sten i två våningar med en stor, delvis oinredd vind i två etage under ett brant, valmat tak. Fasaderna är släta och vitputsade. Trapphusets utskjutande porttorn är försedd med en cirka 350 år gammal urtavla och tornets klockformade överdel är krönt av en lanternin. 
På vinden huserar nu en mängd fladdermöss och vid norra gavelns insida är den hissanordning som användes vid byggnadens uppförande ännu bevarad. Sandstensportalen från 1600-talet har alliansvapen för ätterna Bielkenstierna och Natt och Dag. Innanför slottets bastanta ekport står ett antal granitpelare som lyfter upp trapphusets entré, varifrån man tar sig vidare till de övre våningarna. Från bottenvåningens entré leder även en brant trappa ner till källarens utrymmen med murade valv och gångar (se mer under avsnitt ”Trapphus och inredning”). 
Slottets främre gård flankeras av två flyglar med planmått 27 x 8,5 meter. De är uppförda av sten i en våning och följer huvudbyggnadens arkitektur. De byggdes 1912–1914 under Gustaf Theodor Cedergren tid som ägare och ersatte två äldre timrade flyglar.
Anläggningen är delvis omgiven av en park som ligger i anslutning till vidsträckta golfbanor tillhörande Haninge Golfklubb. I parkens sydvästra del ligger en minneslund för familjen Saxenberg och strax nedanför denna står en pittoresk lekstuga som tillhört familjen Meeths barn. I parkens engelska del är ett antal ålderstigna träd som en gång planterades på Fredrika Bremers initiativ. Norr om slottet står ladugården med förvaltarbostaden och ekonomibyggnader för jordbruket. Mot norr leder den trädkantade allén till gamla Årsta. Vid södra infarten står Blistastenen, som på 1800-talet flyttades hit från byn Blista.
Öster om Årstas ekonomibyggnader står den så kallade Mönstringsladan. Enligt traditionen var det i denna timmerlada som kung Gustav II Adolf satt och skrev in traktens soldater inför avresan till kriget i Livland 1621.

### Bilder, omgivningen

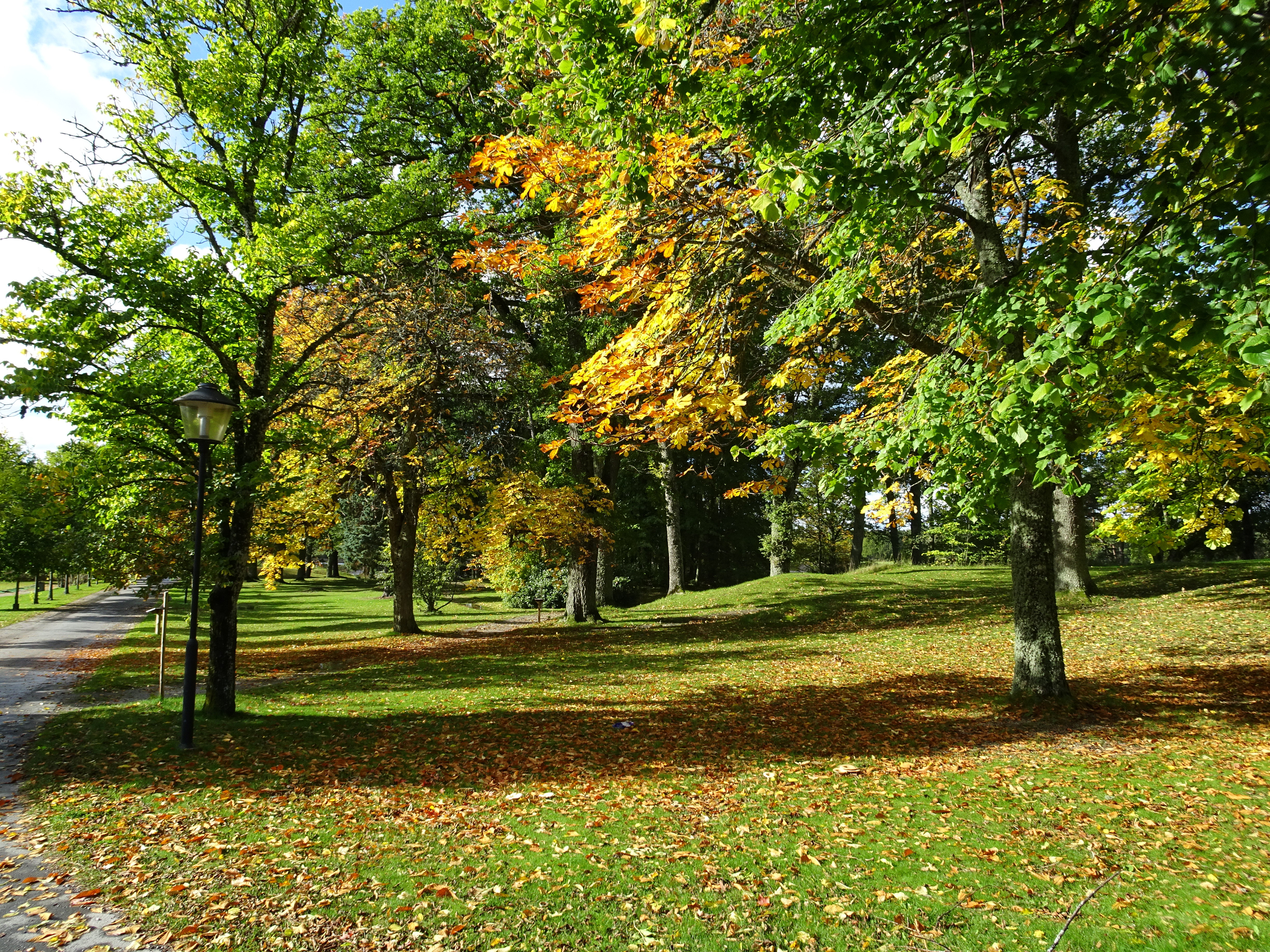
Engelska parken
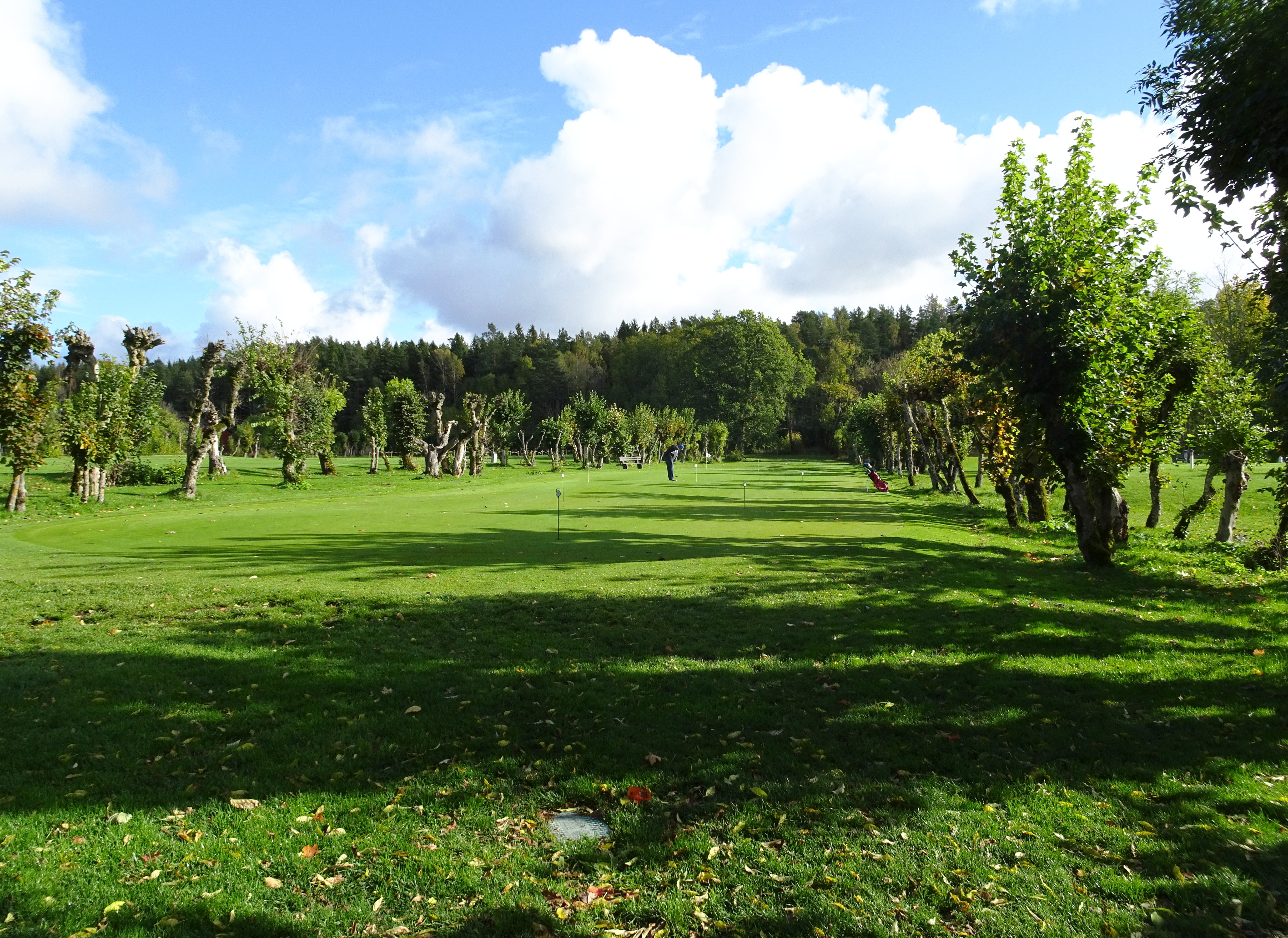
Parken öster om slottet
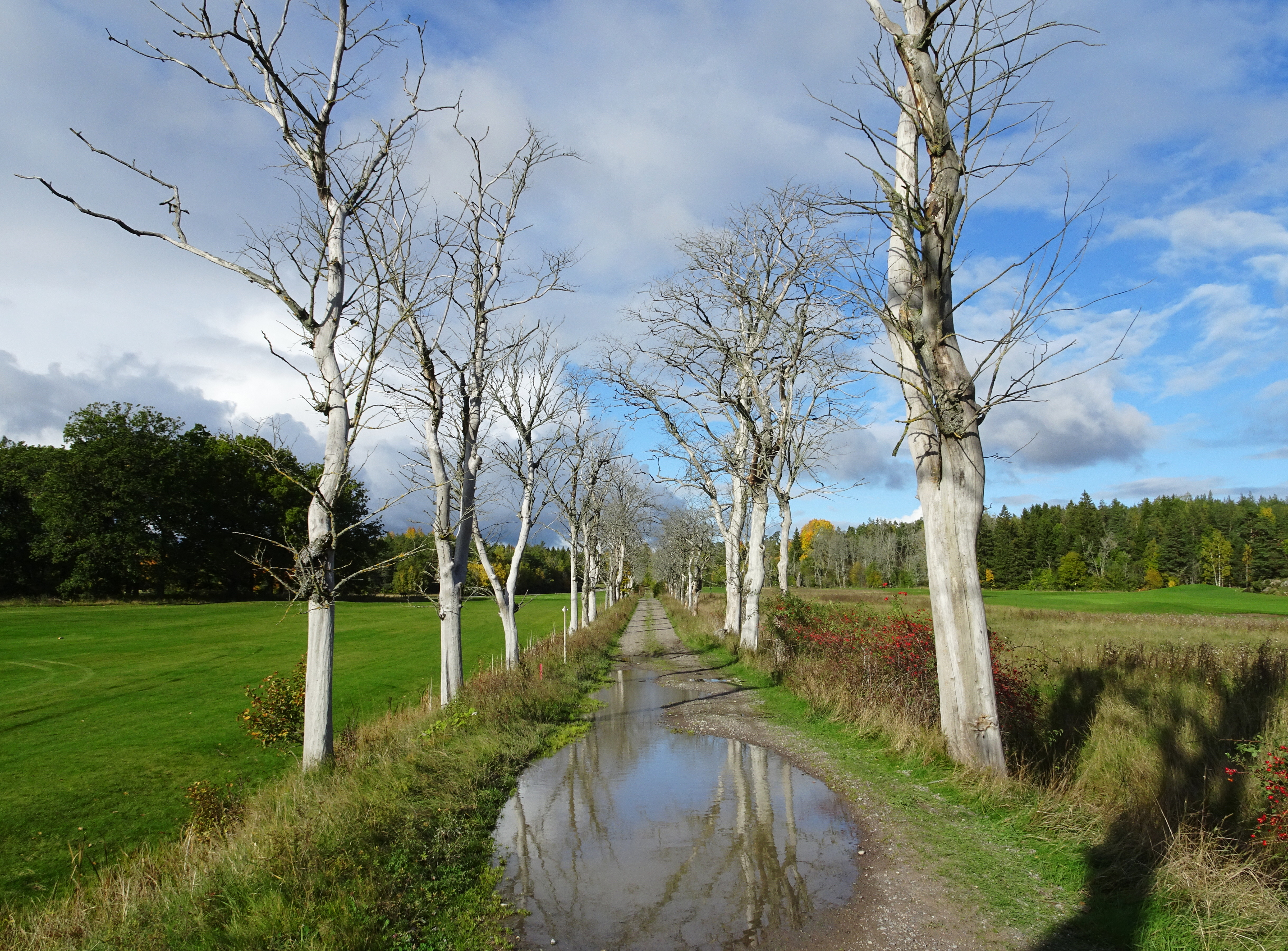
Allén mot norr
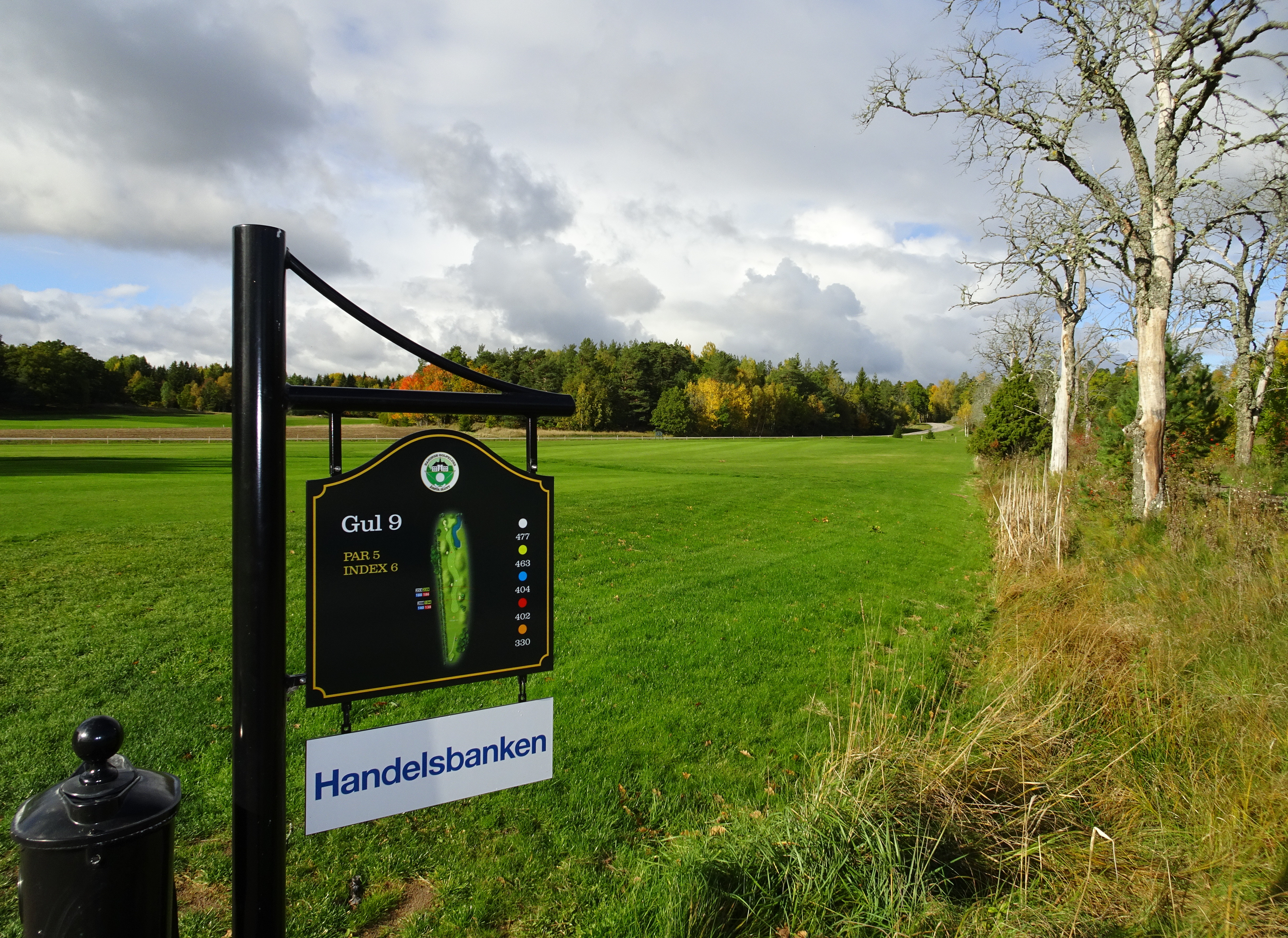
Haninge Golfklubb
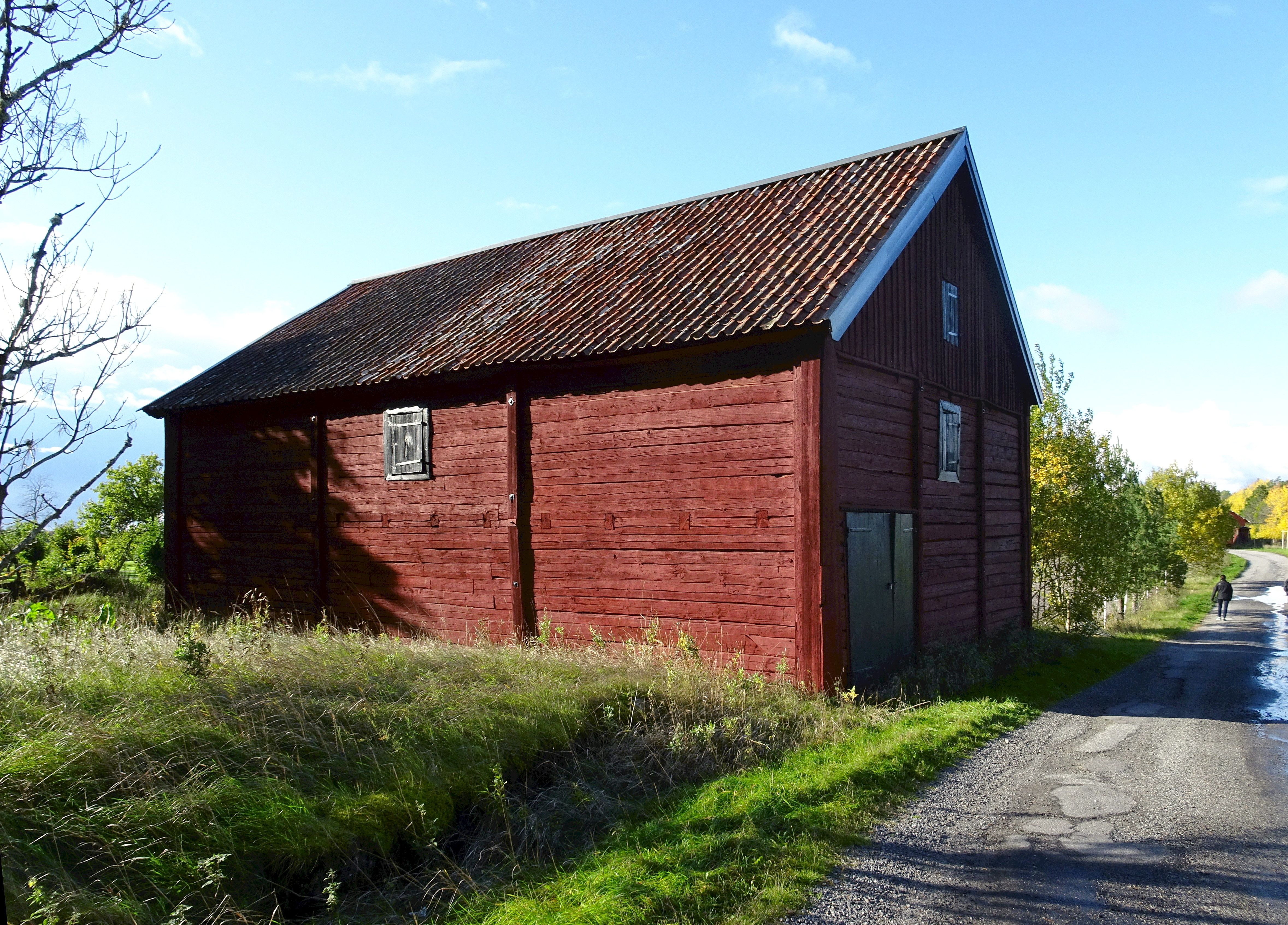
Mönstringsladan

## Historik

### Forntid

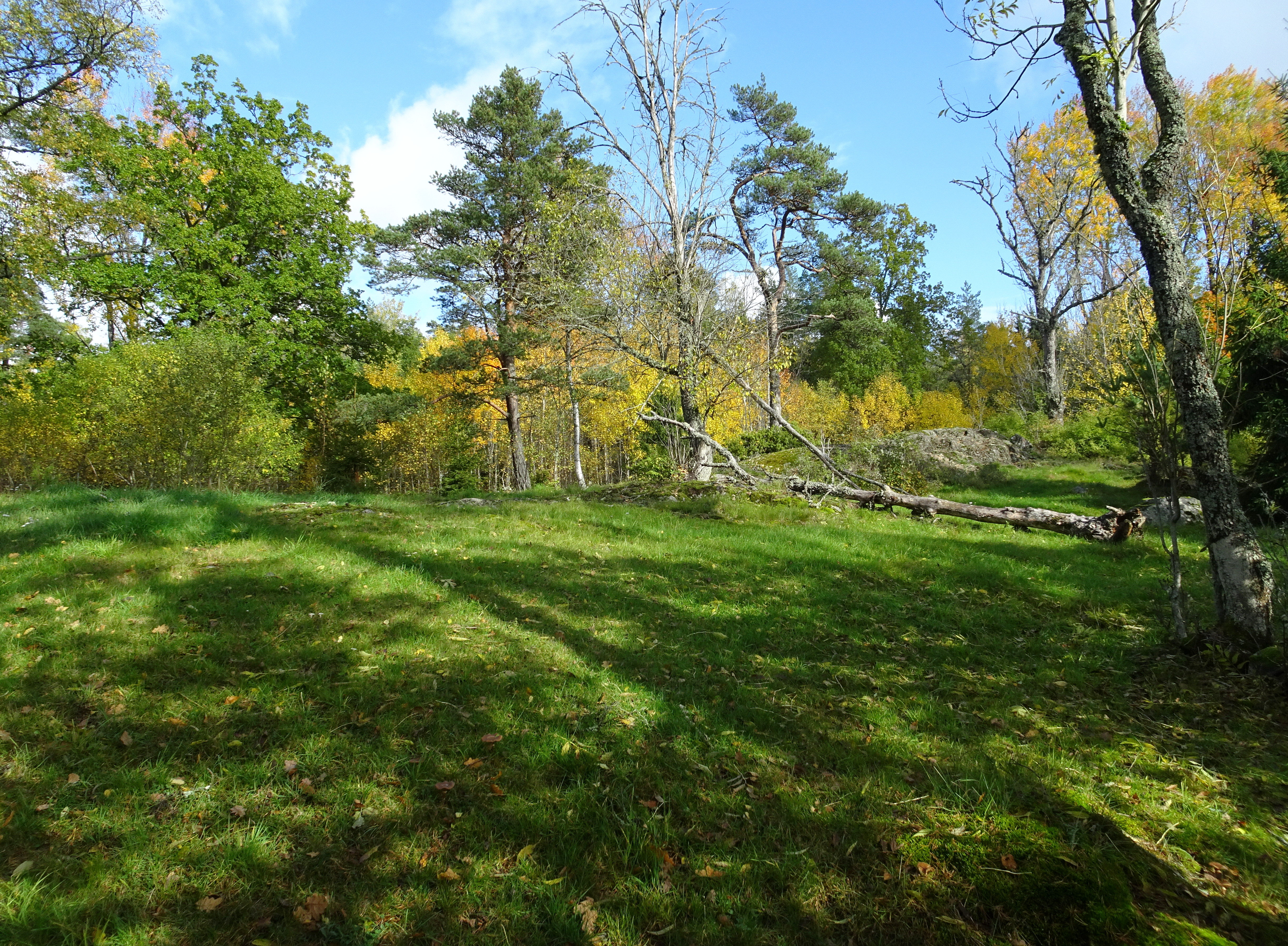
Platsen för Gamla Årsta gård.

Gravfält från järnåldern vittnar om att människor var bosatta här sedan forntiden. Ortnamnsformen Årsta med efterledet ”–sta” är typiskt för järnåldern och betyder ”bostaden vid ån”, vilket stämmer bäst in på ett gravfält med ett 70-tal gravar som ligger ungefär 500 meter söder om slottet intill mynningen av Husbyån (RAÄ-nummer Österhaninge 35:1). Förmodligen har boplatsen flyttats någon gång under medeltid till platsen för gamla Årsta, möjligtvis i samband med att den blev förvaltningsgård för Tyska Orden, vilket bör ha skett någon gång kring sekelskiftet 1300. Resterna efter det gamla Årsta består av en större stengrund och flera mindre husgrunder cirka 500 meter norr om det nuvarande slottet.

### Tyska Orden under medeltiden
Årstas anor sträcker sig tillbaka till slutet av 1200-talet. På 1300-talet låg här en huvudgård för Tyska ordens svenska jordinnehav som orden fått i arv efter riddaren Karl Ulfsson. Årsta nämns för första gången i de skriftliga källorna 1308. Under hela medeltiden ägdes Årsta av stormän. År 1467 sålde Tyska Orden alla sina svenska egendomar till riksföreståndaren Erik Axelsson av den mäktiga och berömda dansk-svenska släkten Tott. Erik Axelsson (Tott) överlät egendomen 1468 till sin bror, riddaren Laurens Axelsson (Tott). Grunderna efter Årstas medeltida byggnader syns fortfarande i en lummig glänta cirka 900 meter från slottet och vid norra alléns slut.
Åtminstone sedan år 1308 bör Årsta ha haft en ståndsmässig bebyggelse för då hade Arestadum blivit säte för Tyska Ordens komptur (kommendör) i Sverige, den tyske borggreven Henrik von Strömberg. Verksamheten för denna riddarorden var riktad mot Livland där de i kampen för att sprida kristendomen bekämpade hedniska preussare. Junker Karl Ulfsson, en svensk jarlason och ordensriddare, stupade i det blodiga slaget vid Durben i Kurland år 1260. Han donerade betydande tillgångar till Orden i Sverige. I omkring 200 år behöll Tyska Orden sina egendomar i Sverige. Mer än hälften av de egendomar som Orden ägde låg i Österhaninge, vilket framgår av köpebrevet. Tyska Ordens egendomar omfattade bland annat Årsta och delar av Vendelsö, Sandemar och Gålö.

### Årsta slott i Suecia Antiqua et Hodierna

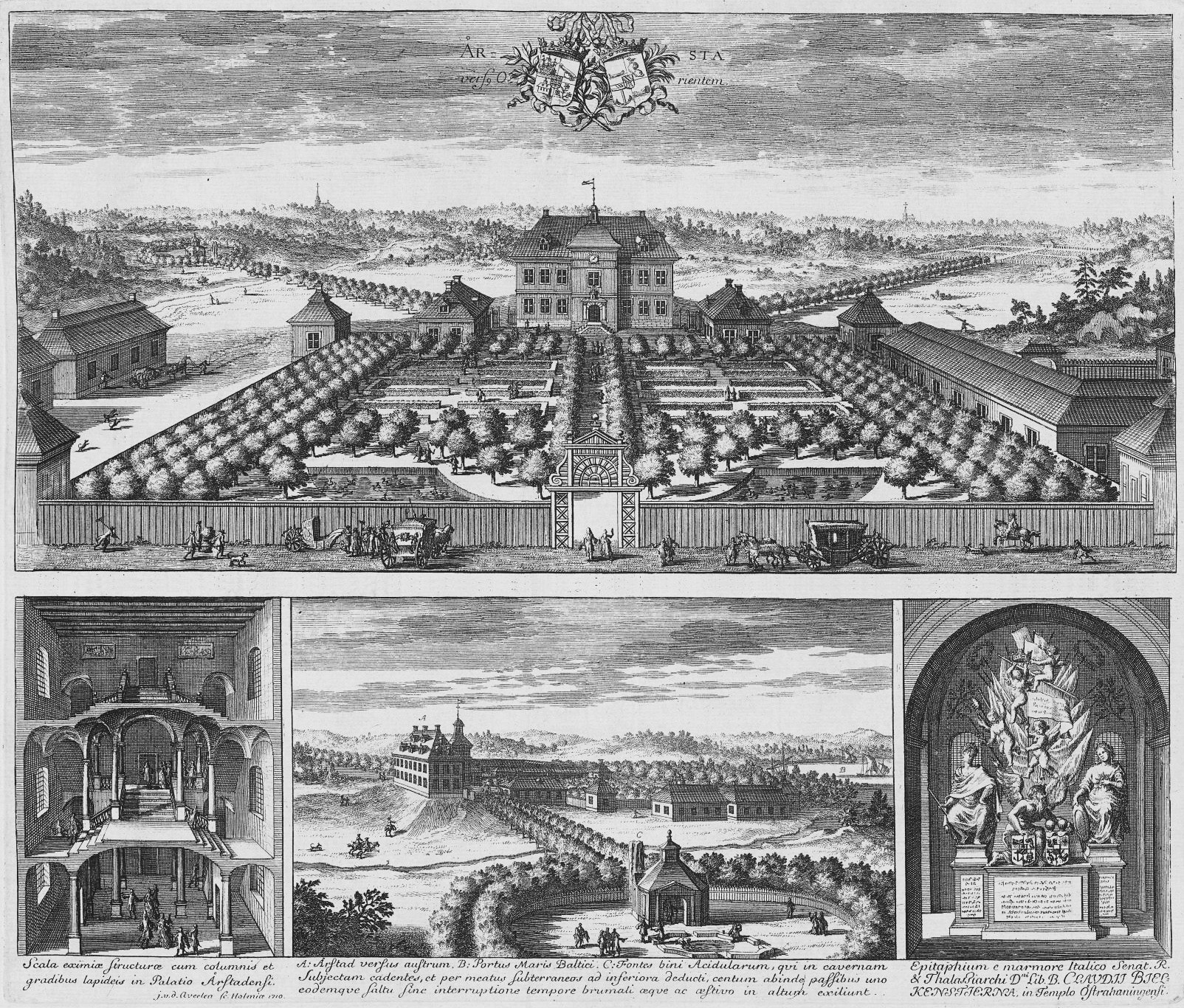
Slottet i Sueciaverket enligt Erik Dahlbergh, omkring 1680.

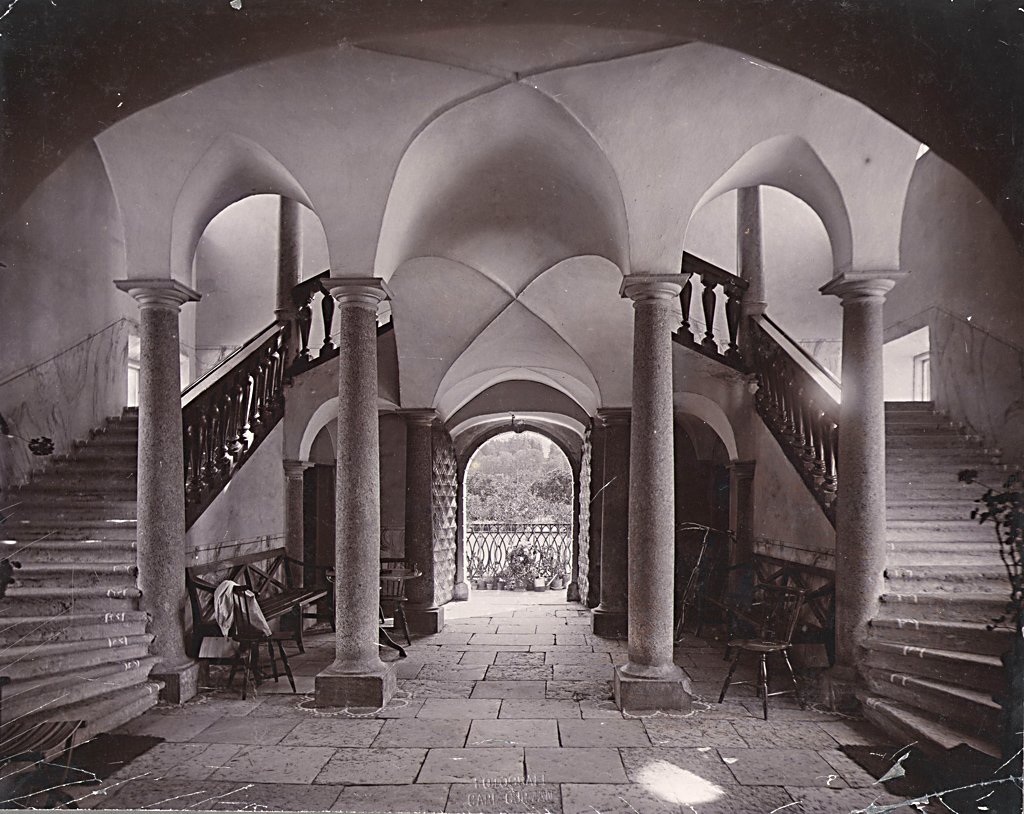
Slottets entréhall med kryssvalv, 1896.

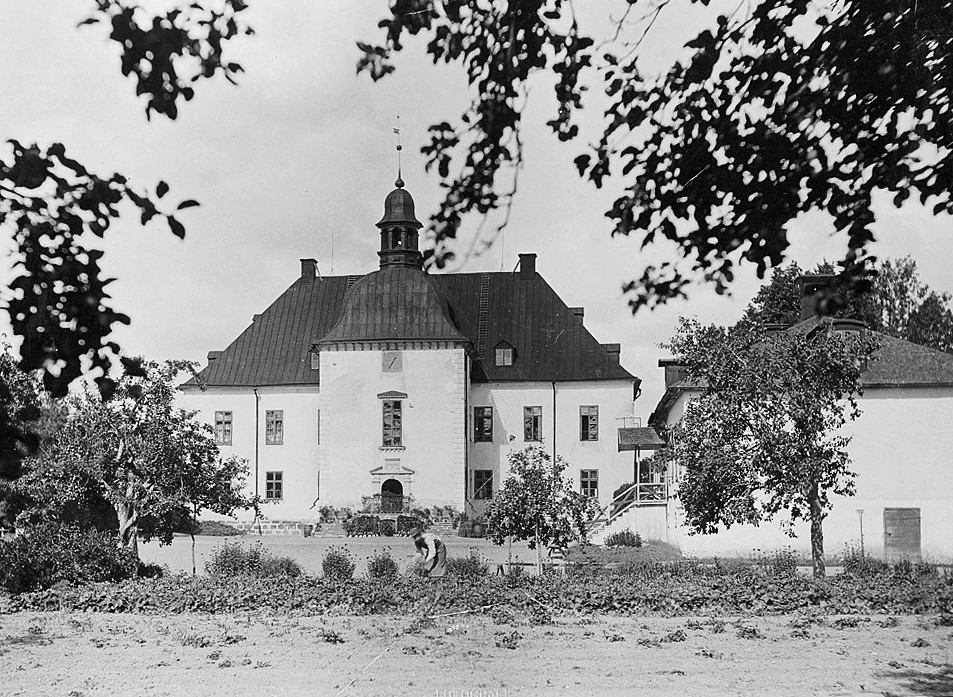
Årsta under Saxenbergs tid 1896.

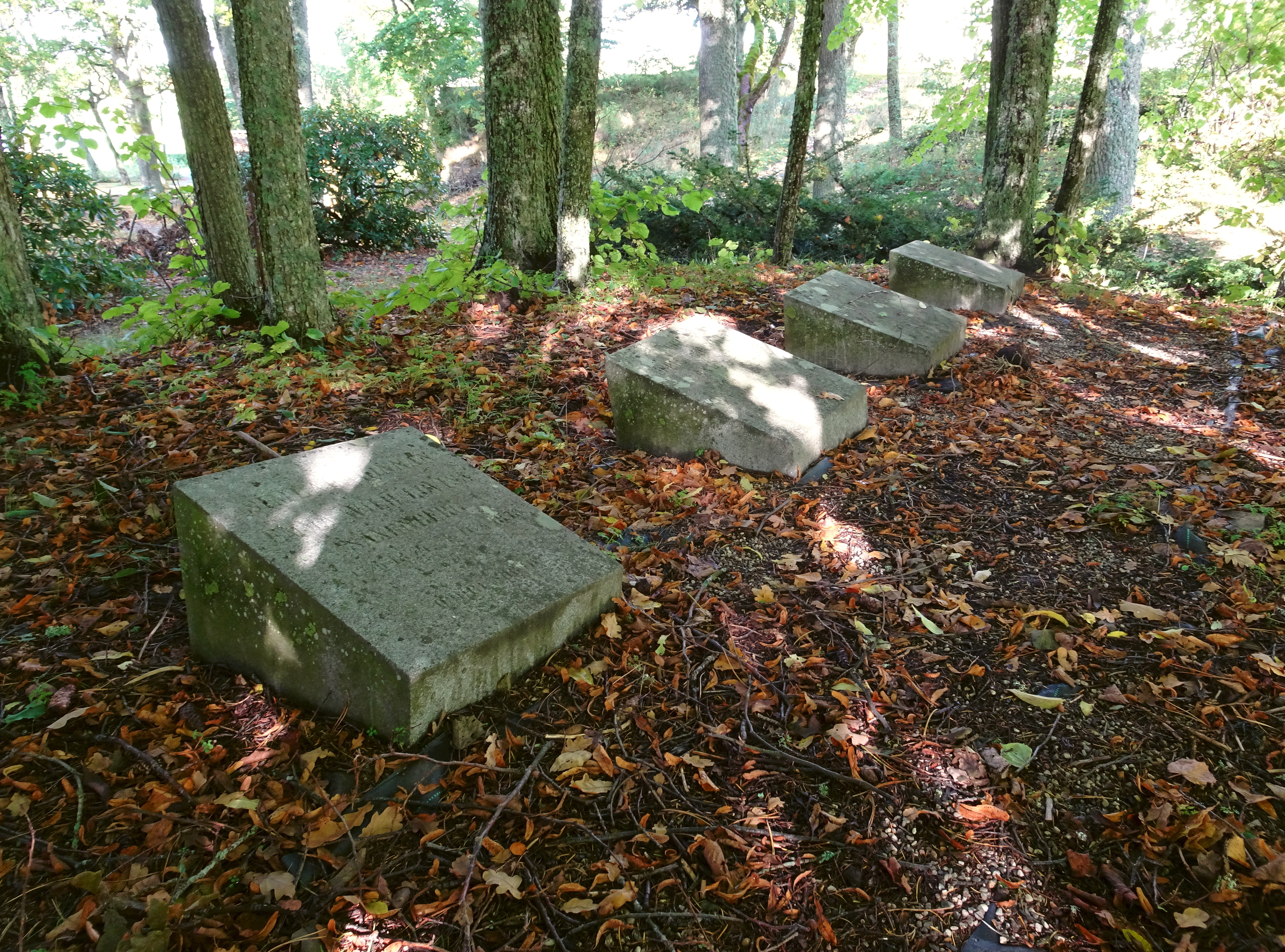
Saxenbergs minneslund, 2017.

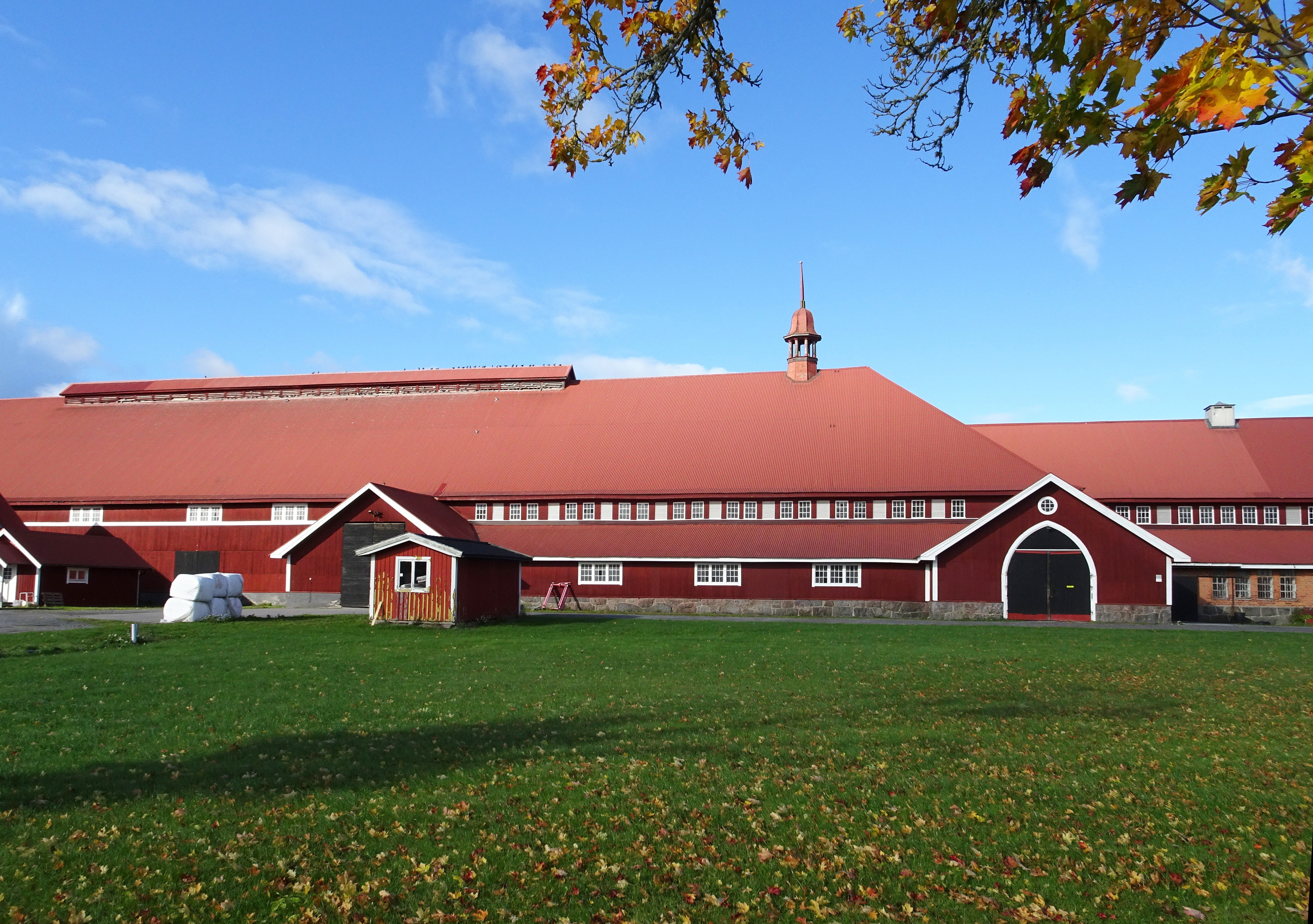
Årsta säteri, 2017.

Man vet inte hur Årstas bebyggelse såg ut på Tyska ordens tid, men hur anläggningen såg ut på 1600-talets slut kan man få en viss uppfattning om av två kopparstick utförda av Erik Dahlbergh till bildverket Suecia antiqua et hodierna. Bilderna avser främst att visa det då nybyggda slottet och en samling mindre byggnader i norr bortom slottet. På Dahlbergh något idealiserande illustration syns även en sektion genom trapphuset och Bielkenstiernas epitafium.
I närheten av Gammelgården och öster om allén kan man fortfarande bland åldriga askar och ekar finna resterna efter Årstas medeltida bebyggelse. Dessa lämningar består av en stenklädd brunn och minst fyra husgrunder, varav den största är rektangulär med måttet 8 x 17 meter. Möjligen kan fler husgrunder vara dolda i terrängen.

### 1500-talet
Från 1512 var Axel Laurensson (Tott), (troligen död 1516) och därefter hans dotter Karin Axelsdotter (Tott) (död 1558) Årstas ägare. Karin Axelsdotter var gift med riksrådet och ståthållaren Hans Claesson (död 1566). På 1500-talet blev Årsta stamgods för ätten Bielkenstierna. Egendomen övergick 1566 till Claes Hansson den äldre (död 1566). Denne Claes Hansson lämnade gården i arv till sonen Hans Claesson den yngre (1574–1620). Han var riksråd och amiral och gift med Elisabet Gyllenstierna (1581–1646) dotter till Nils Gyllenstierna (1526–1601) av friherrliga ätten Gyllenstierna af Lundholm. De var av den ätt som i påföljande generation fick namnet  Bielkenstierna.

### 1600-talet
Åren 1620–1662 var riksrådet och amiralen Claes Hansson Bielkenstierna (1615–1662), friherre (introducerad 1652), ägare till Årsta. Han var gift med Barbro Åkesdotter (Natt och Dag) (1620–1680), som var ägare till Årsta åren 1662–1680. Efter maken Claes Hansson Bielkenstiernas död 1662 gifte hon om sig i januari 1665 med riksrådet Knut Jönsson Kurck (1622–1690). Efter Barbro Åkesdotters (Natt och Dag)s död blev Knut Kurck förmyndare för hennes son i första giftet, Axel Bielkenstierna (1648–1676). Axel Bielkenstierna var arvtagare till både Årsta och Vendelsö. Med Axel Bielkenstierna utslocknade ätten på svärdssidan, då han avled i slaget vid Ölands södra udde 1676. Axel Bielkenstierna efterlämnade en dotter, Charlotta Bielkenstierna (född 1675 i Stettin, död 1703 på Årsta), och hon ärvde Årsta och Vendelsö. Genom Charlottas giftermål 1691 med kammarrådet och friherren Johan Casimir Fleming af Liebelitz (1660–1714), hamnade Årsta i släkten Flemings ägo. Charlotta Bielkenstierna avled 1703 och hennes make på juldagen 1714. Båda dog på Årsta och ligger sedan dess begravda i Bielkenstiernska gravkoret i Österhaninge kyrka. Paret hade fem barn och av dessa fick dottern Sigrid Johansdotter Fleming af Leibelitz (1698–1782) Årsta i arv. Under större delen av 1700-talet härskade Sigrid Fleming på Årsta.

### 1700-talet
Ägare till Årsta var under åren 1703–1782 Sigrid Fleming. Hon var först gift med Erik Mauritz Soop (död 1730) och senare med sin syssling Göran Hermansson Fleming av Liebelitz (död 1784). Egendomen gick i arv till sonen Fredrik Fleming (död 1800). Överste Fredrik Fleming var ägare till Årsta åren 1782–1805. Han var gift med Anna Beata Cronstedt, friherrinna som övertog egendomen tillsammans med sina barn och sålde den och underlydande fastigheter till brukspatron Karl Fredric Bremer.

### 1800-talet
Karl Fredric Bremer och hans hustru Birgitta Charlotta Hollström (1777–1855) med barn, bland dem dottern Fredrika Bremer, var sedan ägare till Årsta åren 1805–1853. Därefter blev grosshandlaren och tidningsmannen Lars Johan Hierta, brukspatronen Johan Lind och tobaksfabrikören Wilhelm Hellgren ägare till Årsta åren 1853–1854. I köpekontraktet ingick att Fredrika Bremer skulle få disponera sin våning i herrgården. Ungefär samtidigt delades egendomen Stegsholms gård på Gålö från Årsta och förvärvades för 170 000 Rdr av Prins Carls uppfostringsinrättning för fattiga barn. 
Under drygt 40 år därefter, åren 1856–1898, var godsägaren  Abraham Saxenberg från Hakunge i Össeby-Garns socken och hans efterlevande Årstas ägare. Egendomen uppges 1870 som tre mantal frälse-säteri i Öster-Hanninge socken. Här hade dottern Theresia Saxenberg sin uppväxt, sedermera operasångerska på Kungliga Operan. På en lövträdsbevuxen låg kulle i slottsparkens södra del ligger grav- eller minnesplatsen för släkten Saxenberg. På kullen är fyra stenar placerade i rad. Dessa är försedda med namnen: Simlärarinnan Emma Wilh. Lovisa Saxenberg, Fru Christina Sofia Saxenberg, född Bennet, Godsegaren Abraham Saxenberg och Arkitekten och Civilingenjören Karl Abr. Saxenberg. Troligen rör det sig om en minneslund, snarare än en gravplats. Minnesstenarna är enhetligt utformade och har  tillkommit vid ett och samma tillfälle omkring 1900-talets början. Den anlades av barnen till Abraham och Christina Saxenberg som på det viset ville hedra sina föräldrar och två av sina syskon, Emma och Karl.

### 1900-talet
Årstas ägare under åren 1898–1910 var aktiebolaget Årsta AB med skeppsredaren Axel Johnson, affärsmannen Emil Egnell och grosshandlaren Carl Johan Schnell som delägare. Johnson och Schnell var goda vänner medan Egnell var en av initiativtagarna för tillkomsten av Djursholms villastad där Schnell lät bygga en av villastadens första villor, Villa Schnell. 
Åren 1910–1919 var ingenjören Gustaf Theodor Cedergren ägare till slottet. Cedergren stod för en omfattande modernisering och omdaning av interiören. Bland annat nyinreddes rummen i olika stilar som ”Fredrika Bremersalongen” i empire med möbler från Fredrika Bremers tid och en matsal i renässans med väggfält målade av Anna Boberg och ursprungligen avsedda för Hotell Rydberg (se vidare under avsnitt ”Trapphus och inredning”). 
Under drygt 45 år därefter, åren 1919–1965, var direktör Carl Ernst Herman Meeths (se även varuhuskedjan Meeths) och hans familj ägare till Årsta. Meeths var bland annat intresserad av skogsskötsel och röjde, planterade och gallrade själv på sina ägor. Hans hustru, Margareta Johanna, vårdade minnet  av Fredrika Bremer.
Konsortiet Svenska industribyggen AB, John Mattsson Bygg AB och Skånska Cementgjuteriet var ägare till Årsta åren 1965–1969. År 1969 förvärvade Österhaninge kommun (efter 1971 Haninge kommun) slottet och flyglarna och Skanska en del av skogsmarken. Dock gick åkermarken och resten av skogen till privata köpare. Till egendomen hörde då 12 hektar mark. Idag ägs lantbruket Årsta säteri av Lars Fröstad och de olika underliggande gårdarnas fastigheter av permanentboende och sommargäster. Tornberget Fastighetsförvaltnings AB förvaltar idag Årsta slott. Årstasällskapet för Fredrika Bremer-studier har deponerat en samling Fredrika-minnen i museivåningen på övre plan i huvudbyggnaden och visar den för allmänheten tillsammans med Haninge kommun.

### Årsta ladugård / Årsta säteri
Årsta ladugård, idag kallad Årsta säteri, ligger vid Blista, cirka 800 meter sydväst om Årsta slotts huvudbyggnad. Anläggningen byggdes på 1910-talet när Gustaf Theodor Cedergren var ägare till slottet.  Vid den tiden var det vanligt att större gårdar lät uppföra mycket stora ladugårdar och den vid Årsta slott blev en av de största i Sverige. Man ville samla många funktioner under ett och samma tak. På 1940-talet rymde Årsta ladugård omkring 90 kor och 70 ungdjur. Mjölken såldes till Mjölkcentralen i Stockholm. Anläggningen rymde inte bara stall utan även hö och halm och gårdens jordbruksmaskiner. Idag bedrivs hästverksamhet under namnet Årsta Säteri. Namnet har dock inget samband med gården Årsta som tidigare var ett säteri.

## Slottsparken

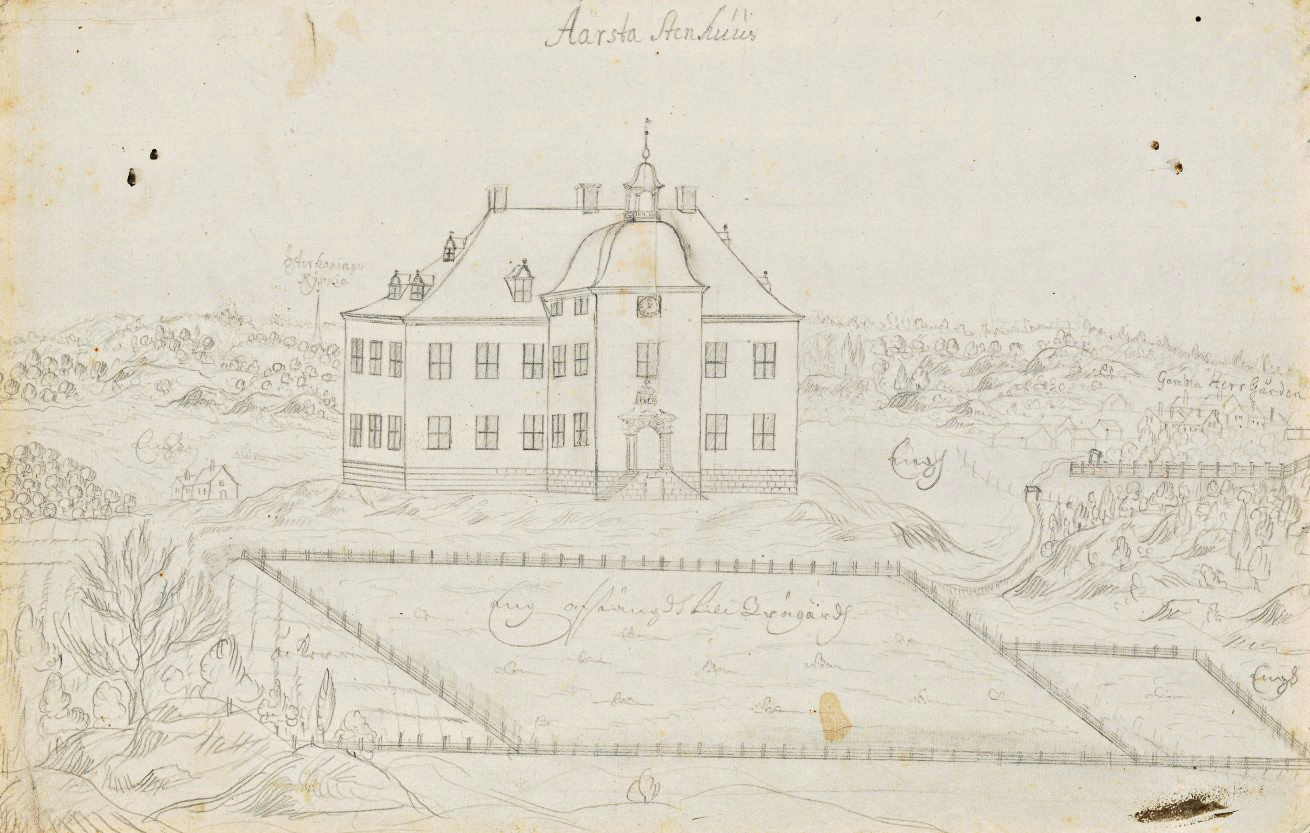
Åårsta Stenhuus, 1667.

En teckning av Henrik Haij visande Årsta (Åårsta Stenhuus) är daterad 1667 och är den första kända illustrationen av byggnaden. Hajis skiss utgjorde underlag till kopparsticket i Sueciaverket. På den teckningen finns ingen trädgård, utan bara en inhägnad yta med texten Eng afstängd till trädgård. När trädgården sedan anlades är okänt, men på Erik Dahlberghs kopparstick från 1710 visas en ståndsmässig trädgårdsanläggning. Under årens lopp har slottsparken förändrats och parken har av slottets olika ägare kommit att präglas av dem. 
Den strikta trädgårdsstilen som rådde under 1600-talet tyckte inte Fredrika Bremer om, och därför förändrade hon parken. Vid mitten av 1800-talet lät hon anlägga en engelsk park. Hon deltog själv aktiv i arbetet och behöll vissa delar av den ursprungliga parken. Det finns rester kvar av en barockträdgård ännu idag. 
Under Gustaf Theodor Cedergren byggdes både  slottet och parken om. Han försåg parken med spegeldammar och fontäner. En av fontänerna finns kvar samt spår av terrasserade trappor. Dessa skulle leda upp mot skogskanten och utsikten över Blista fjärd. Det fanns en rad växthus intill slottet, men de ansågs för dyra att underhålla och dessa revs på 1960-talet.

## Bilder, exteriör

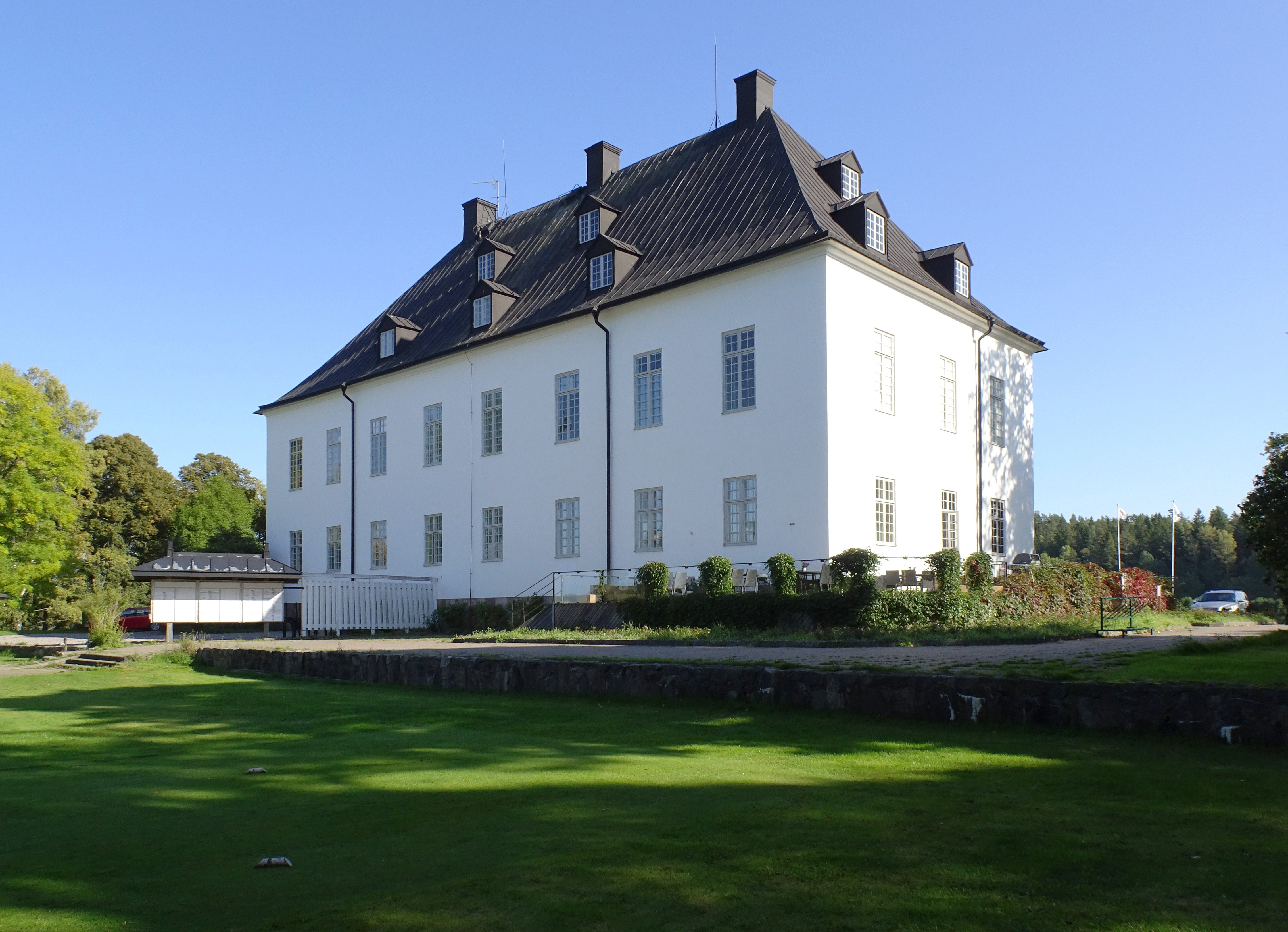
Slottet från sydväst
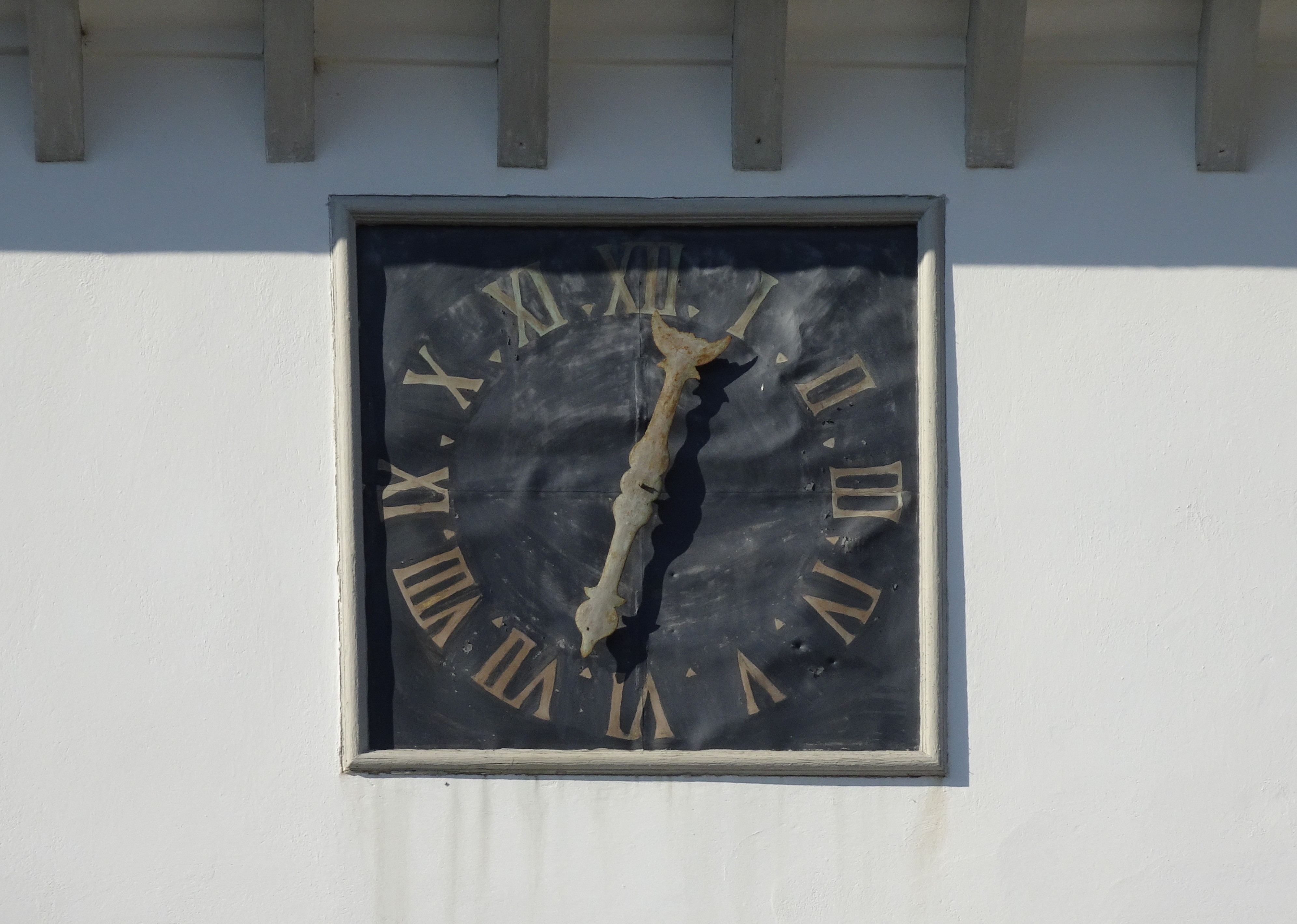
Slottets 350 år gamla klocka
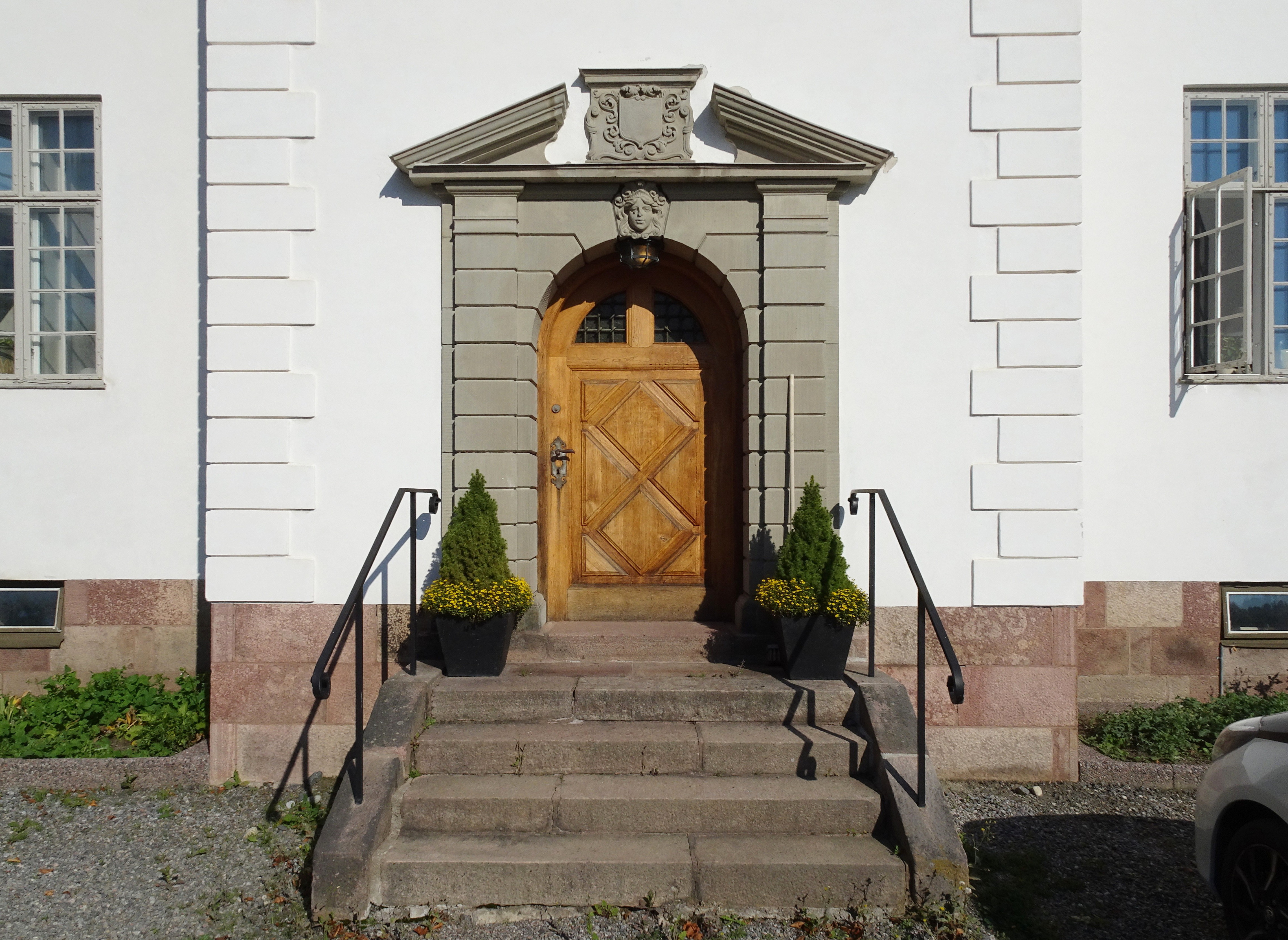
Norra flygelns portal
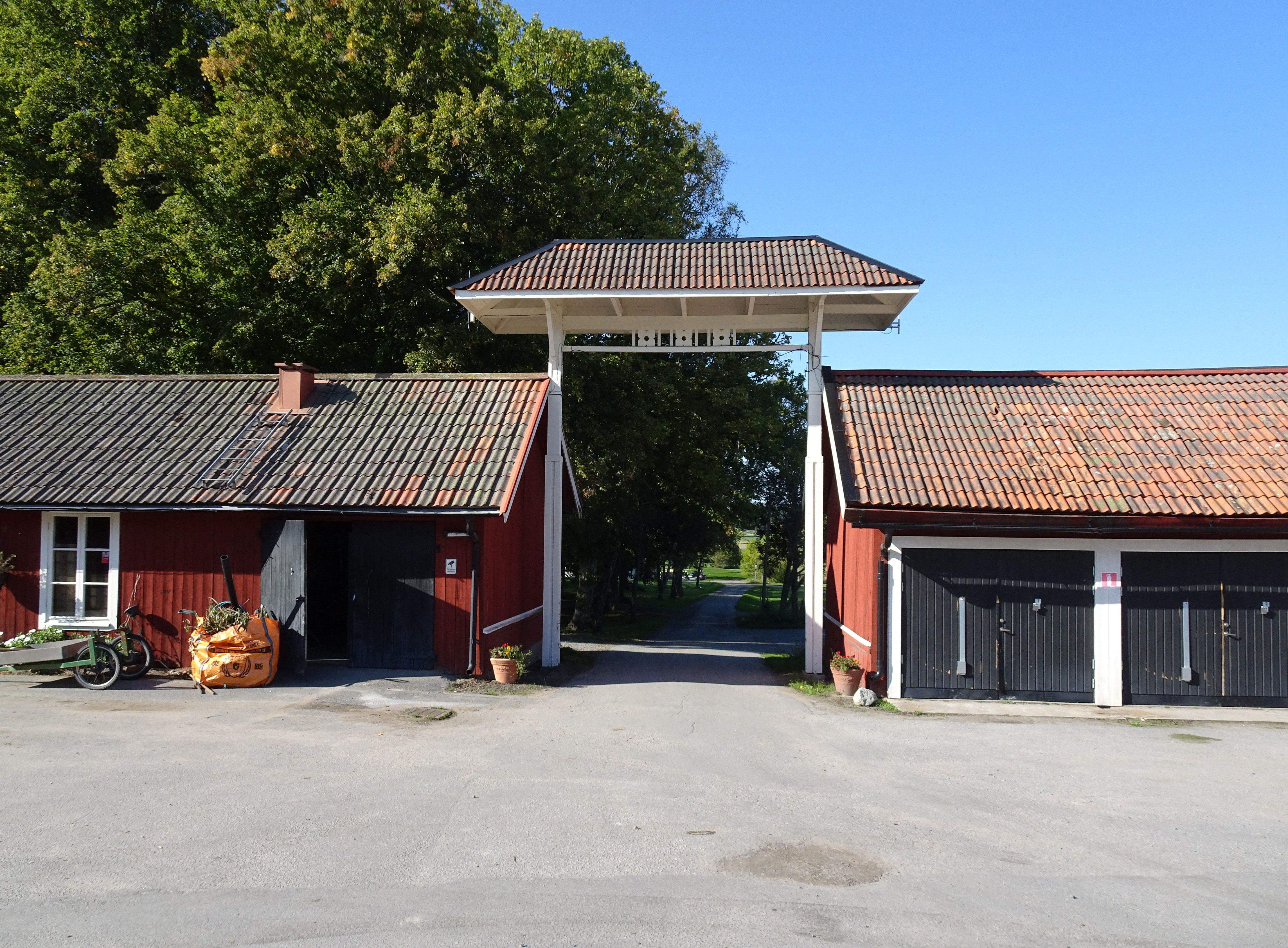
Portiken till ladugården
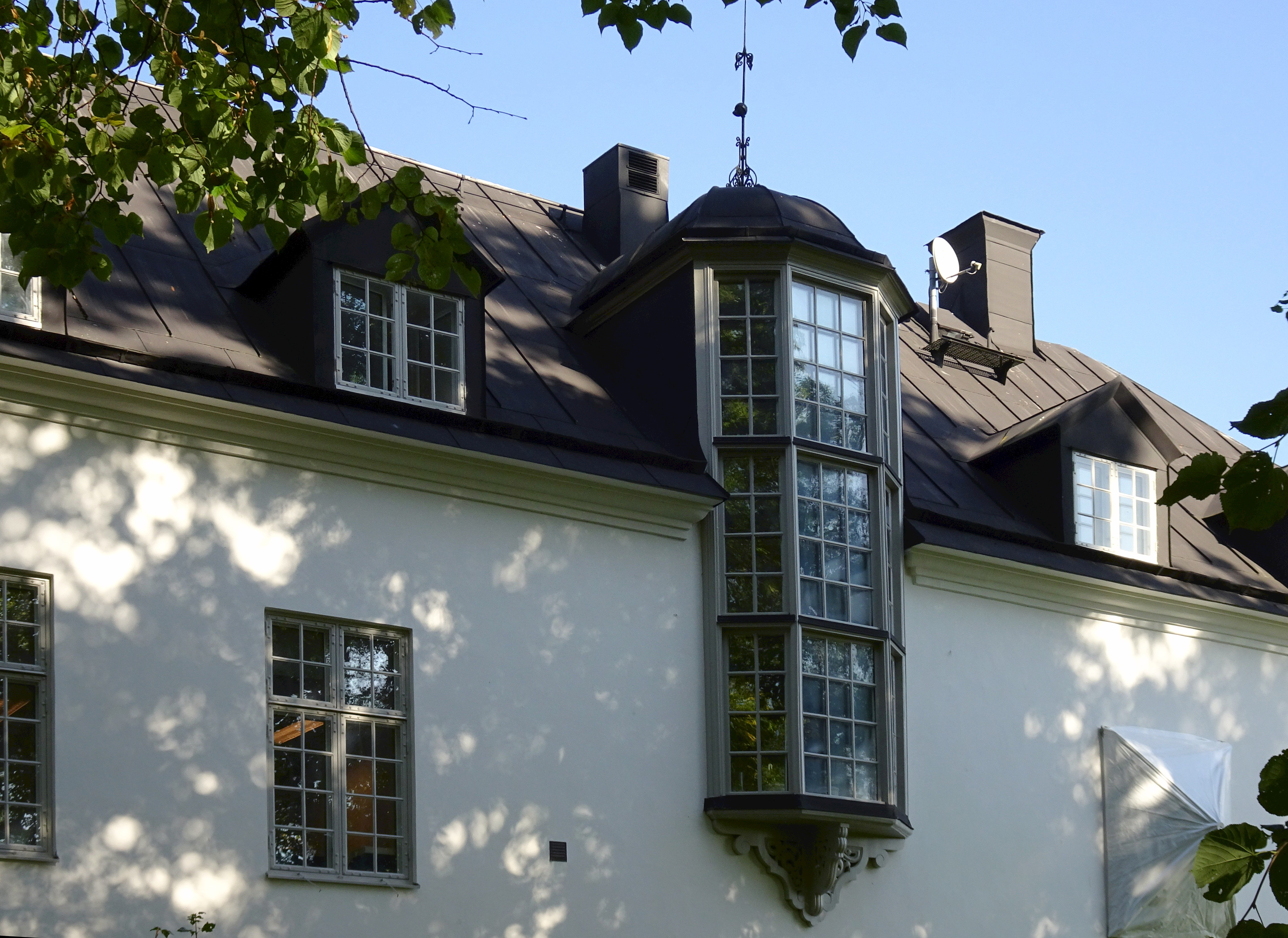
Södra flygelns burspråk

## Trapphus och inredning

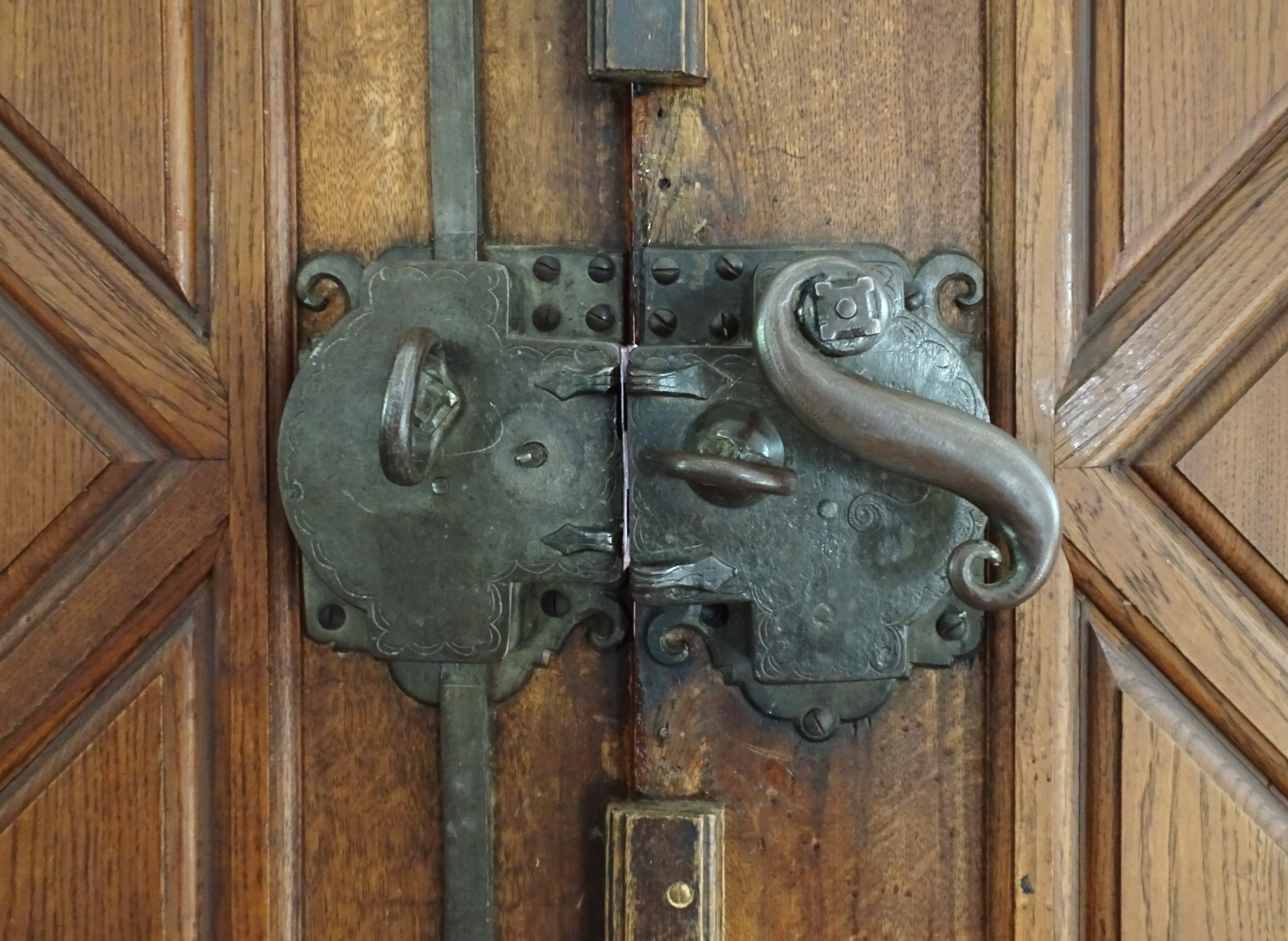
Entréportens bastanta lås.

I Sueciaverket över Årsta slott finns även trapphuset avbildat, det är en av de ytterst få interiörer som avbildas i verket. Här finns en ståtlig dubbeltrappa med kolonner i klassisk arkitektur, den första i sitt slag, trappan är sannolikt ritad av Erik Dahlbergh. Den pampiga trapphallen har dubbla trappor upp till vindsvåningen. Idag är det ståtliga trapphuset unikt bland svenska herrgårdar och det enda som återstår av den äldre interiören. Trapphallens ursprungliga utformning finns kvar, även om den är hårt restaurerad. Ny kalksten har lagts in i golv och trappor och man har gjort om balustradräckena i trapphallen. 
Men mycket är kvar från byggnadstiden såsom till exempel den märkliga dubbeltrappan, luftig med välformade kolonner som bär upp kryssvalv i en tunn och djärv konstruktion, samt de vackra valven. De doriska kolonnerna på bottenvåningen är av granit, med kapitäl och baser av röd kalksten. På mellanvåningen finns joniska kolonner av sandsten och möjligen hade man tänkt sig korintiska kolonner på en tredje våning.
På 1910-talet restaurerades kakelrummet på nedre planet och där är nu väggarna klädda med brunt kakel och bildfriser i blått och vitt, allt specialbeställt från Delft i Holland. Bilderna på friserna föreställer bland annat verk på Rijksmuseum i Amsterdam. En av avbilderna föreställer en avbild av Stadsvaktens festmåltid till minne av freden i Westfalen 1648 efter trettiåriga kriget. Andra konsthantverk föreställer motiv med landskapsscener med betande djur och vattenspeglar med små segelfartyg.
Vid tidigt 1900-tal, då slottet ägdes av Gustaf Theodor Cedergren, tillkom slottets inre praktfulla inredningar i stilblandningens tecken. Matsalen  i övervåningen har grönt marmorgolv, höga polerade paneler i röd mahogny och målade bonader av konstnären Anna Boberg. Hon var gift med arkitekten Ferdinand Boberg och dotter till arkitekten Fredrik Wilhelm Scholander. Anna Bobergs gobelängimitation från Hotell Rydbergs matsalar hänger nu i stora matsalen på andra våningen på Årsta slott. Det var Gustaf Theodor Cedergren som köpte inredning från Hotell Rydberg när det revs 1914, och placerade på Årsta slott. Under hans tid på Årsta uppfördes också nya flyglar, Årsta säteris ekonomibyggnader och förvaltarbostad. Flyglarna uppfördes i direkt anslutning till det gamla slottets arkitektur.

## Bilder, interiör

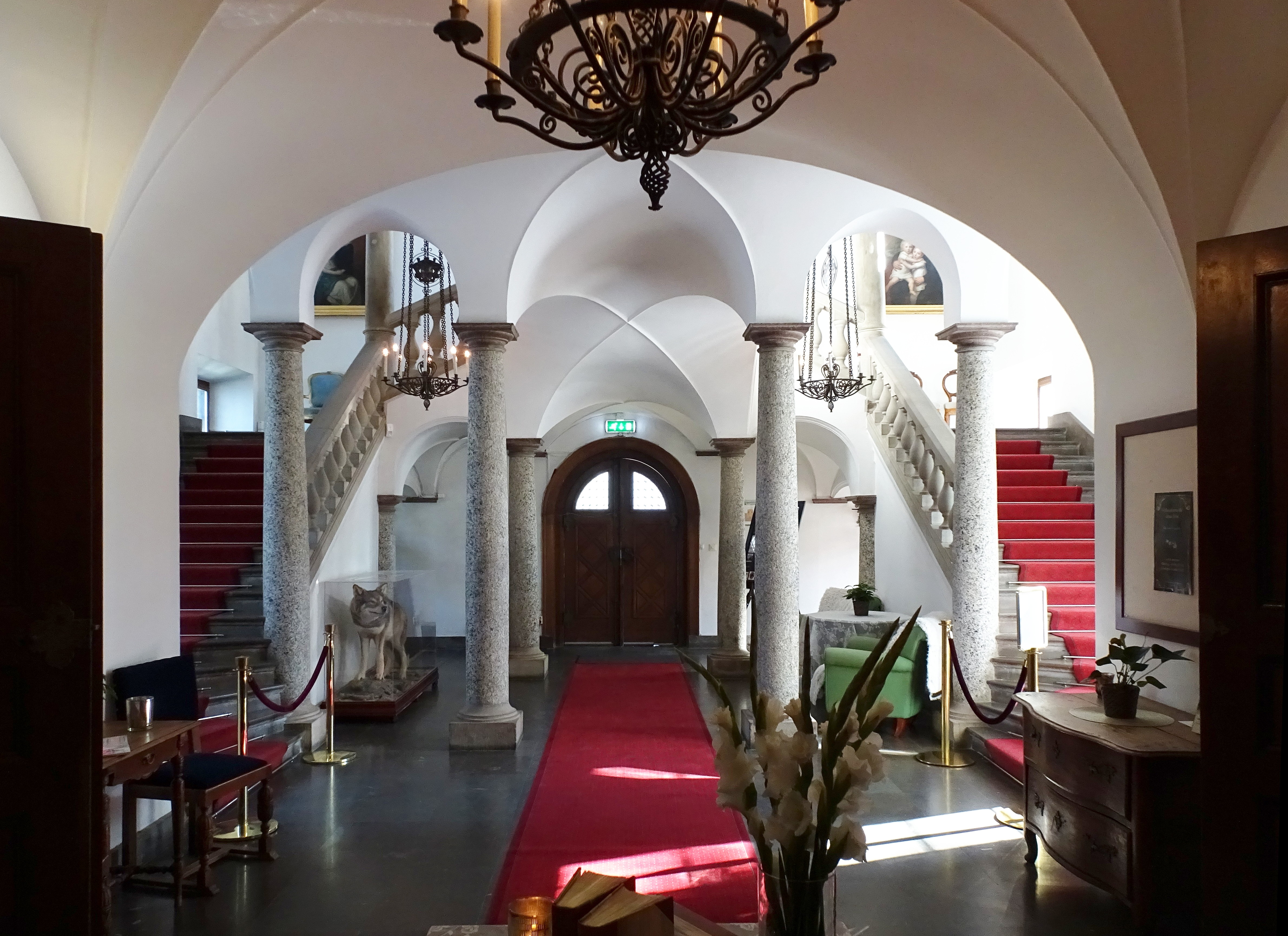
Trapphall, bottenvåning
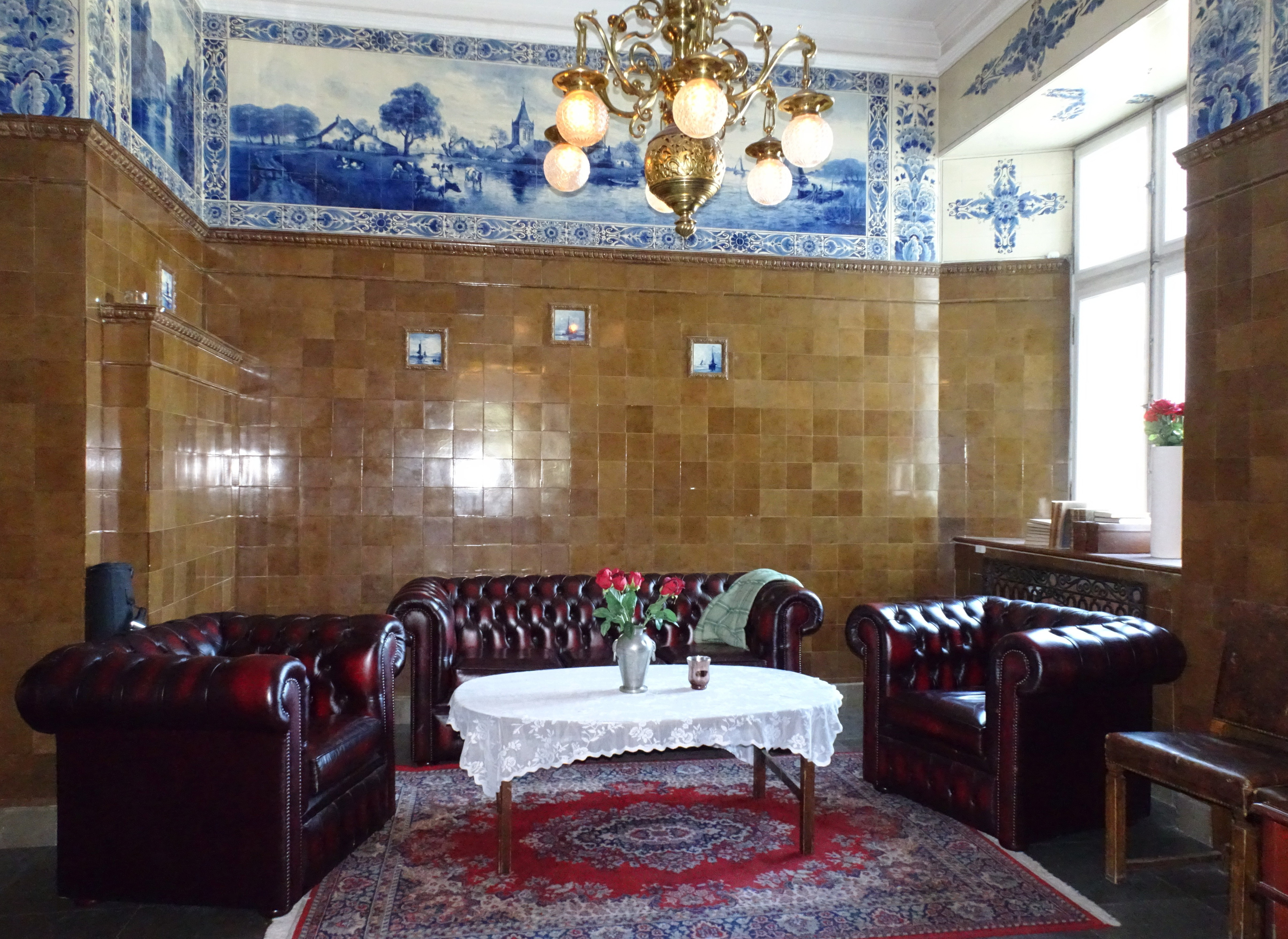
Kakelrummet
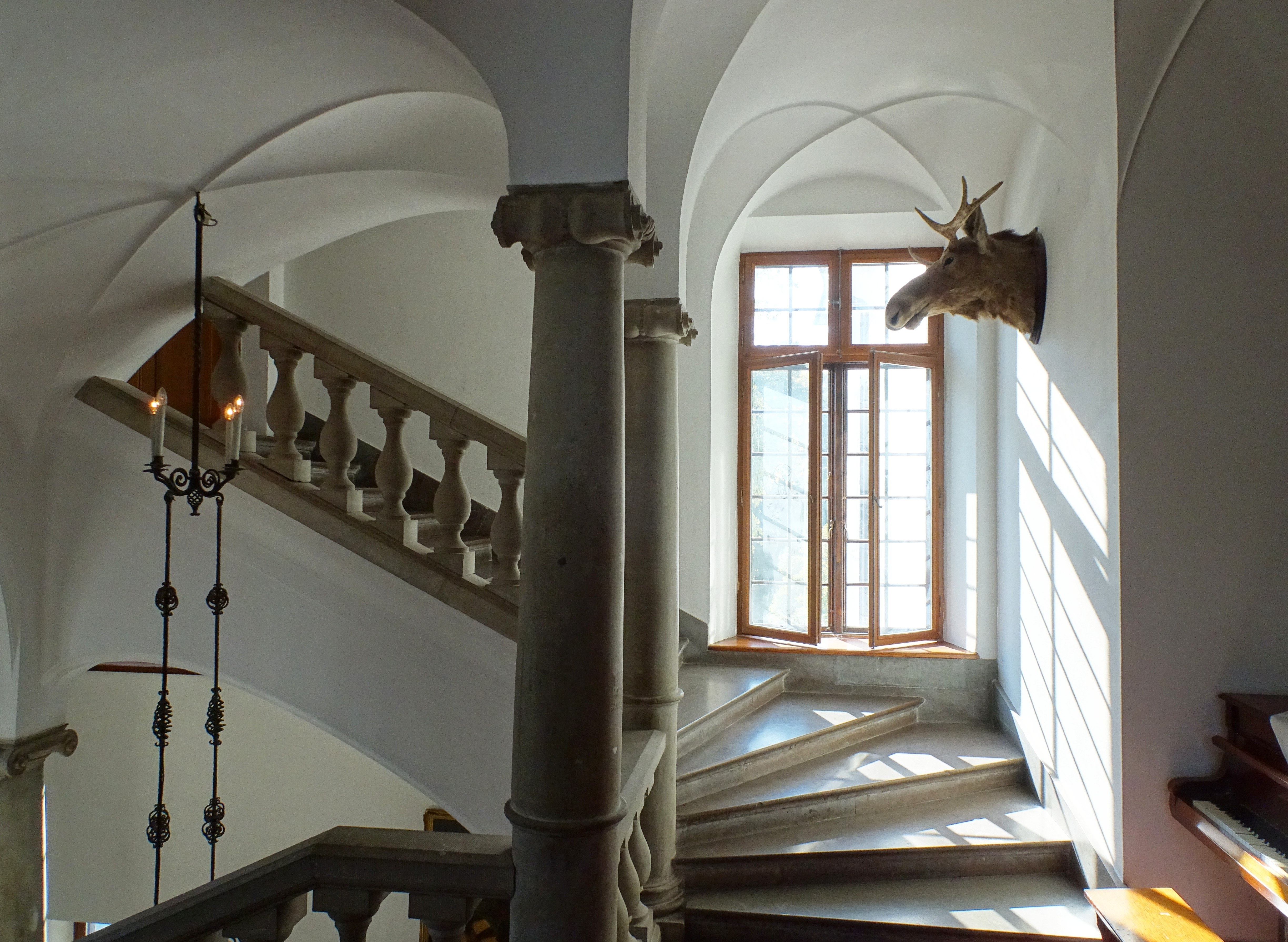
Trapphall, mellanvåning
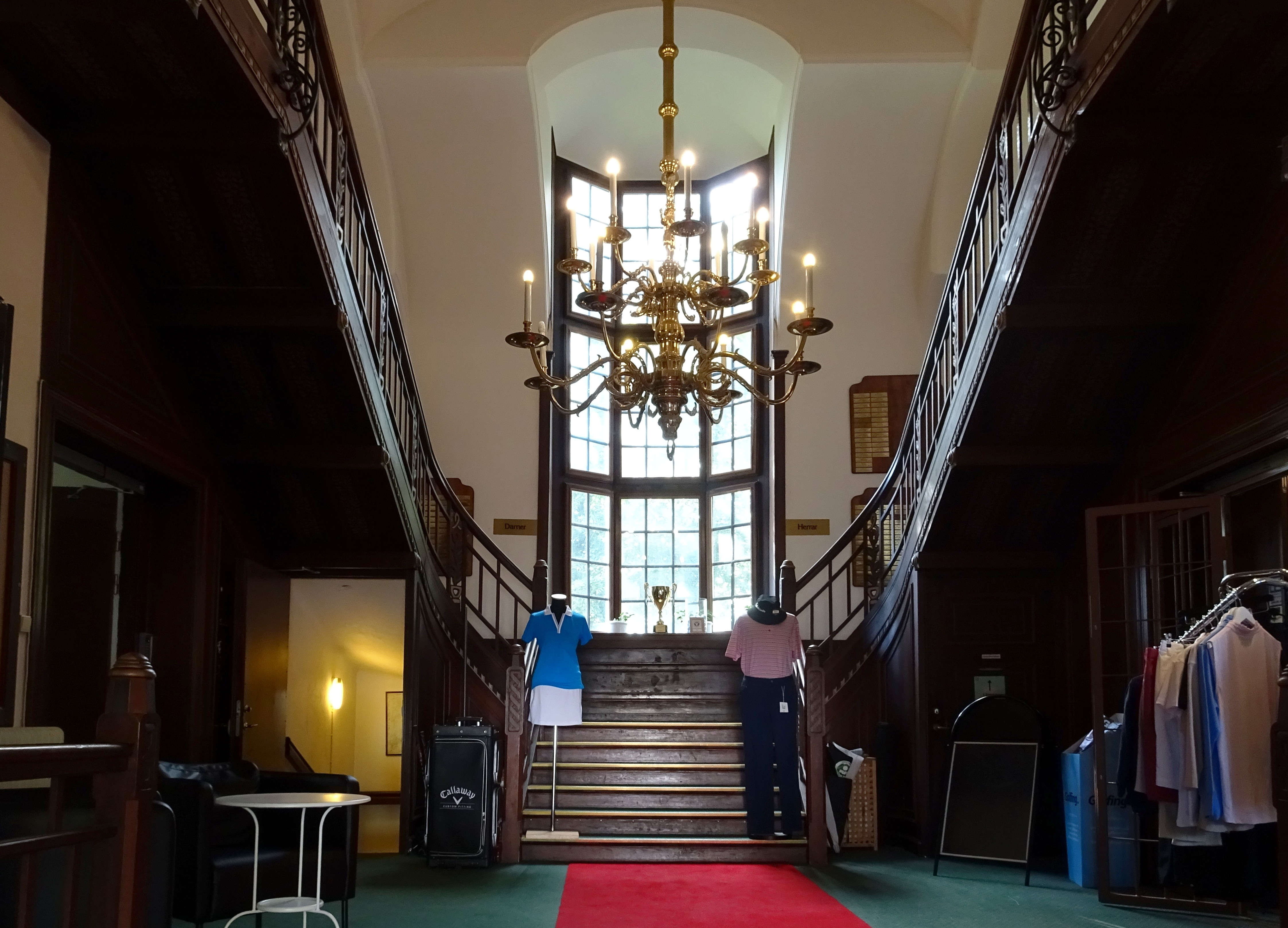
Södra flygel, trapphall

## Fredrika Bremers barndomshem

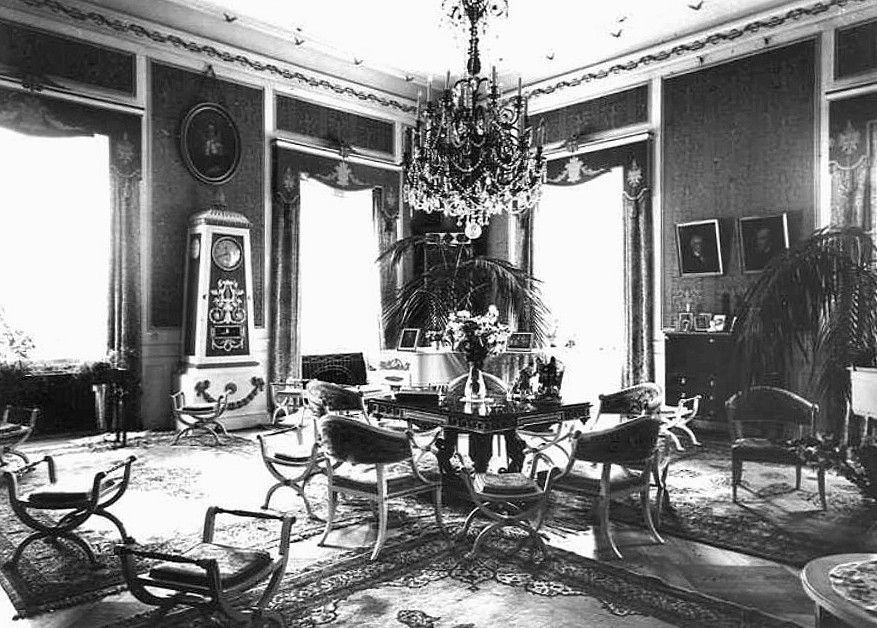
Salongen på Fredrika Bremers våning.

Fredrika Bremers far, brukspatronen Carl Fredric Bremer, ägde godset från 1805 till 1853. Årsta var Fredrika Bremers barndomshem. Hon var fäst vid Årsta och återvände dit även sedan gården såldes efter faderns död. När gården såldes var ett villkor att Fredrika fick disponera en våning i huvudbyggnaden sommartid. Hon knöt därför vänskaplig kontakt med familjen Saxenberg som ägde stället åren 1856–1898. Bland familjens rika barnaskara fanns även den musikaliska Theresia Saxenberg. Fredrika upptäckte snart Theresias begåvning och hennes sångröst skulle ”räddas från mjölkbunkarna” (Bremers egna ord). Det var på hennes initiativ att Theresia Saxenberg sedermera blev en framgångsrik operasångerska.
Fredrika Bremer avled på Årsta i december 1865. På övre våningen finns ett rum i borgerlig Karl Johansstil bevarat från Bremers tid. På senare år har en museivåning med minnen från Fredrika Bremer skapats. Den så kallade Fredrika Bremer-våningen ligger en trappa upp i slottet med höga fönster och vacker utsikt över åker och äng. Ett av slottets vackraste rum är det som idag kallas Fredrika Bremer-salongen med inredning från Bremers tid.

### Citat
I en stämningsbild om en skördedag på Årsta skrev Fredrika Bremer till Malla Silfverstolpe 1842:
| ” | Det är en skön dag, lungt varmt soligt. Från stora ängen köres det torkade höet in under glada rop; i s.k. Engelskan [engelska parken] sitter ett stort Caffeparti i gröngräset firande därmed gamla Lenas namnsdag; det är husets hjon jämte gårdens notabiliteter; i Trädgården spatsera med parasoletter min Mor och min syster Charlotte och Agathe jämte Charlottes hederliga goda man. Alla äro de glada. | „ |

## Övrigt
En kopia av byggnaden ingick i Baltiska utställningen i Malmö 1914. Denna användes för Fredrika Bremer-förbundets utställning om den svenska kvinnorörelsen, den så kallade Årstautställningen, som revs efter utställningens slut.
Slottet har använts för evenemang, föreställningar och filminspelningar. Exempelvis spelades tv-serien Pappas pojkar (1973), julkalendern Tjuvarnas jul (2011) och tv-serien Pappas pengar (2012) in där.

## Ägarelängden

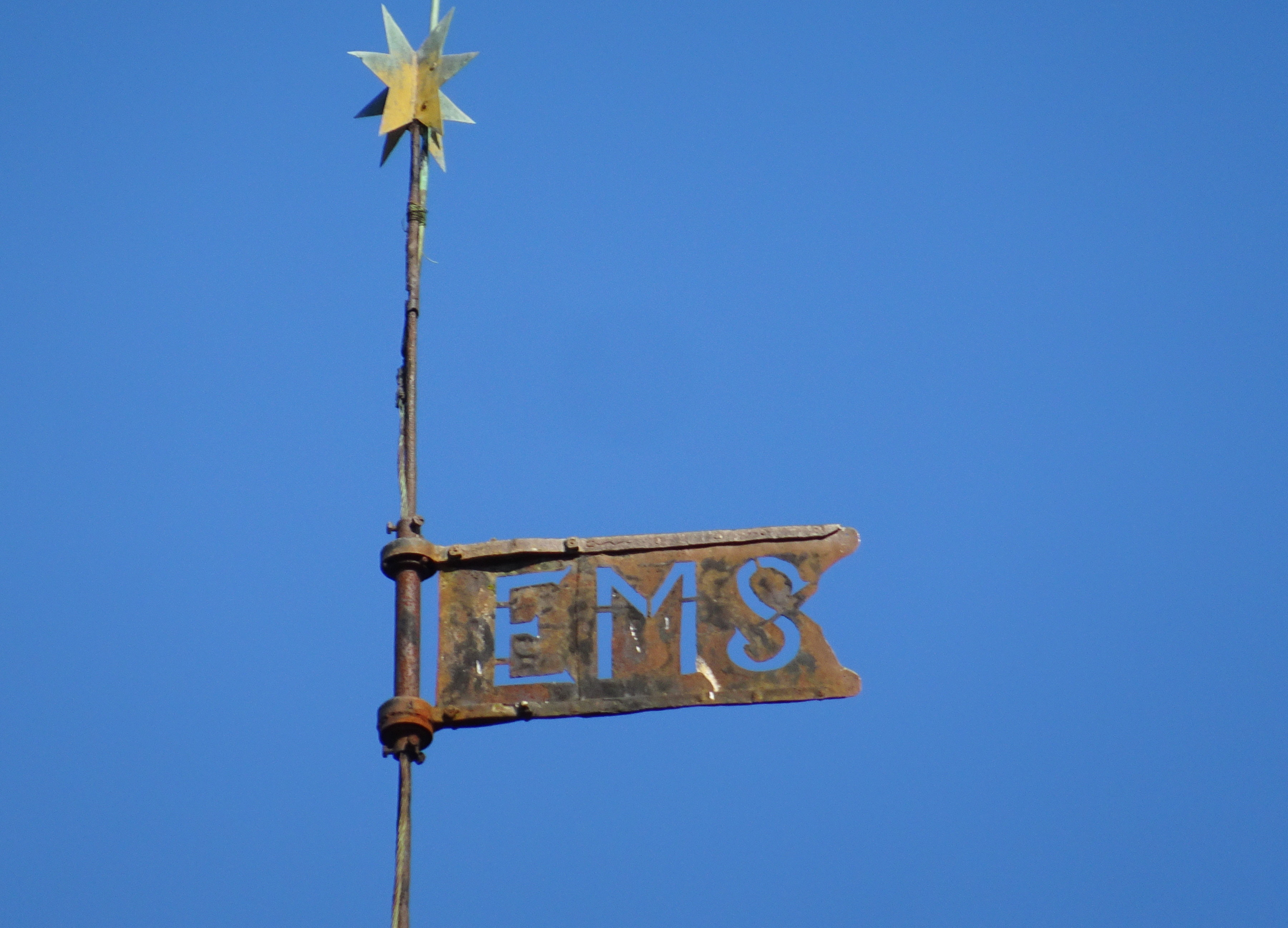
Årsta slotts vindflöjel bär initialerna ”EMS” som står för Erik Mauritz Soop

- Riddaren, Karl Ulfsson, som efter sin död 1260 testamenterade flera gårdar i Sverige till Tyska orden. En av gårdarna var föregångaren till dagens Årsta slott med underlydande Gålö.
- 1260 till 1467: Tyska Orden
- 1467 till 1468: Erik Axelsson Tott
- 1468 till 1494: Lars Axelsson Tott och hans hustru Karin
- 1494 till 1512: Kristiern Bengtsson (Oxenstierna)
- 1512 till 1566: Axel Laurensson och hans dotter Karin
- 1566 till 1616: Claes Hansson och hans son Hans
- 1620 till 1662: Friherre Claes Hansson Bielkenstierna
- 1662 till 1680: Barbro Åkesdotter Natt och Dag
- 1680 till 1782: Charlotte Bielkenstierna och hennes dotter Sigrid Fleming
- 1782 till 1805: Överste Fredrik Fleming och hans efterlevande
- 1805 till 1853: Brukspatron Karl Fredrik Bremer och hans efterlevande
- 1853 till 1856: Lars Johan Hierta, brukspatron Johan Lind, direktör Wilhelm Hellgren
- 1856 till 1898: Abraham Saxenberg och hans efterlevande
- 1898 till 1910: Årsta AB (skeppsredare Axel Johnson, ingenjör Emil Egnell och grosshandlare Carl Johan Schnell)
- 1910 till 1919: Ingenjör Gustaf Theodor Cedergren
- 1919 till 1964: Direktör Herman Meeths
- 1964 till 1969: Konsortiet SIAB, John Mattsson Bygg och Skånska Cementgjuteriet
- 1969: Österhaninge kommun (slottet och flyglarna), Skanska (en del av skogen), privat (åkermarken och resten av skogen)